# Kultur in Hamburg

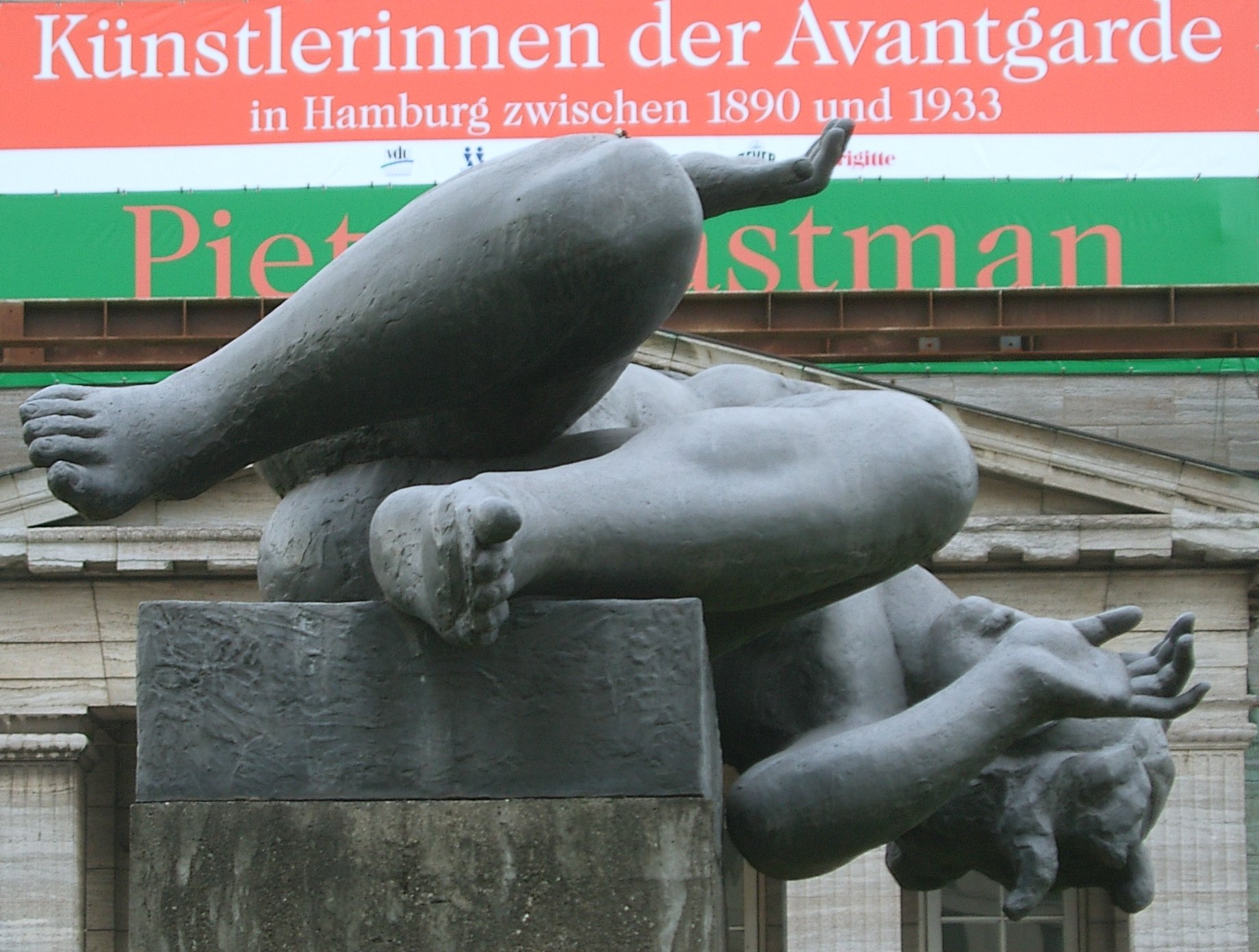
„Der Fluss“ 1939
von Aristide Maillol, Eigentum der Kunsthalle

Die Kultur in der Freien und Hansestadt Hamburg ist in weiten Teilen auf die private Initiative ihrer Bürger zurückzuführen und gedieh in ihrer liberalen und mäzenatischen Einstellung.
Im Gegensatz zu anderen Städten dieser Größenordnung konnte Hamburg nicht auf die Kulturförderung eines Hofes an dieser Stadt oder eines Fürsten zurückgreifen. Das Kulturleben der Stadt war vielmehr auf die Initiative ihrer Bürger angewiesen. Tatsächlich hat die Stadt bis in die 1930er Jahre keine aktive Kulturpolitik getrieben. Bestehende und etablierte Institutionen wurden erst dann finanziell gefördert, wenn Bürger Vorleistungen erbracht hatten und die Nützlichkeit plausibel war.

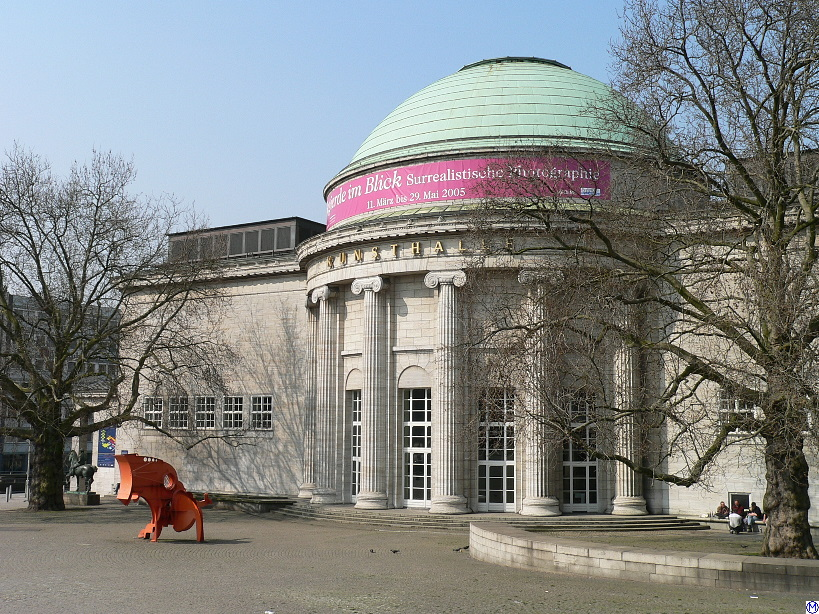
Hamburger Kunsthalle

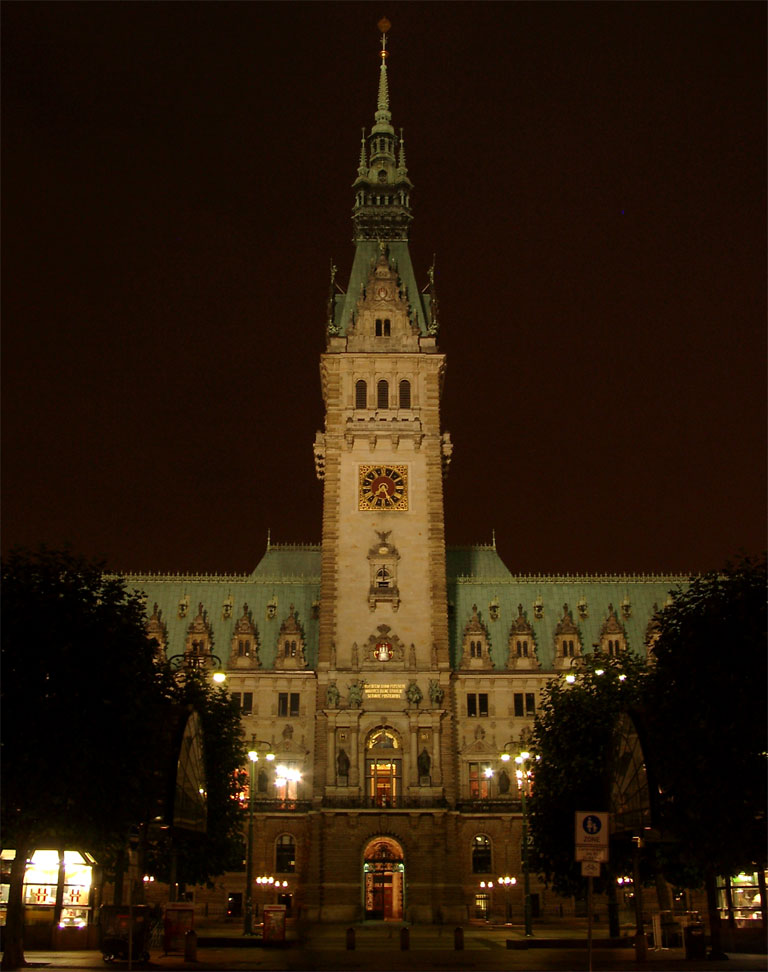
Rathaus

## Kunstpreise und Künstlerehrungen

### Kunstpreise
- Aby-Warburg-Preis, 1979 gestiftet
- Bach-Preis, 1950 gestiftet
- Edwin-Scharff-Preis, 1955 gestiftet
- Hubert-Fichte-Preis, früher Alexander-Zinn-Preis
- Karl-Schneider-Preis, 1985 gestiftet
- Kunstpreis Finkenwerder, seit 2000
- Lessing-Preis, 1930 gestiftet
- Lichtwark-Preis, 1951 gestiftet
- Silberne Maske, 1969 von der Hamburger Volksbühne gestiftet.

### Künstlerehrungen
- Johannes-Brahms-Medaille: Auszeichnung von hervorragenden Leistungen auf dem Gebiet der Musik, insbesondere der Pflege des Brahms-Werkes
- Medaille für Kunst und Wissenschaft: Auszeichnung für herausragende Leistungen von bleibendem Wert für Hamburg auf den Gebieten der Forschung, Wissenschaft oder Kunst
- Senator-Biermann-Ratjen-Medaille: Auszeichnung für Verdienste um Hamburg durch künstlerische oder andere kulturelle Leistungen

## Theater
Am 2. Januar 1678 wurde das Stadttheater als größtes bürgerliches Opernhaus des Barock hier eingeweiht, an dem 1704 Georg Friedrich Händel als Geiger im Opernorchester arbeitete. 1722 bis 1737 leitete die Oper Georg Philipp Telemann. 1765 wurde das baufällige Opernhaus abgerissen und das Deutsche Nationaltheater errichtet, an dem am 22. April 1767 Lessing für drei Jahre die dramaturgische Leitung übernahm. Im gleichen Jahr wurde hier seine Minna von Barnhelm uraufgeführt.

### Sprechbühnen
Neben den Staatsbühnen (Schauspielhaus, Staatsoper und Thalia) gibt es etliche Privattheater mit eigenem Ensemble und reinem Gastspielbetrieb.
- Das kleine Hoftheater in Hamburg Horn mit verschiedensten Veranstaltungen und Theaterproduktionen, die als Eigenproduktionen oder als Gastspiele angeboten werden.
- Das Fleetstreet in der Neustadt ist unter anderem eine Bühne für Nachwuchskünstler und avantgardistische Stücke.
- Das Theater Istasyon in Altona, 1989 von der türkischen Spielvereinigung Türk Toplumu e. V. gegründet, bietet vorwiegend türkischsprachige Stücke, gelegentlich jedoch auch deutschsprachige oder textlose Aufführungen.

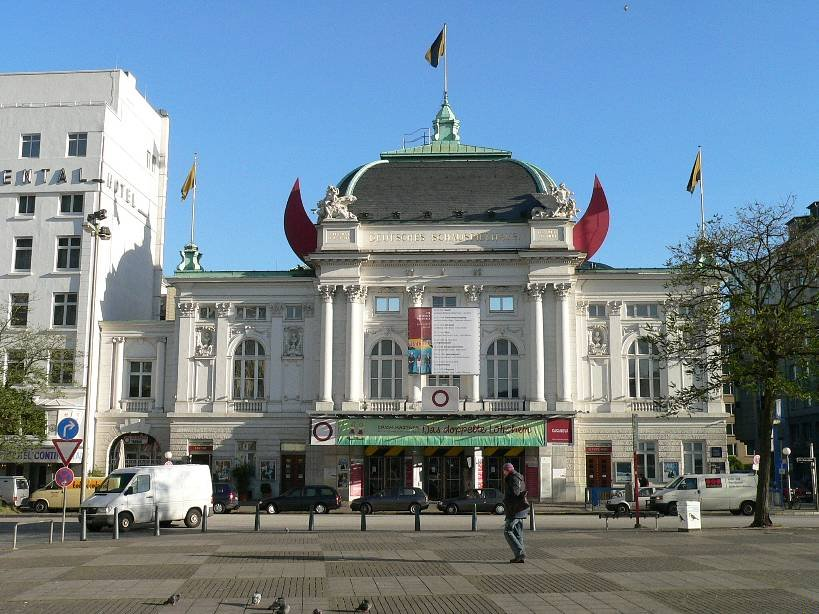
Das Deutsche Schauspielhaus wurde 1900 eingeweiht. Seine Gründung durch eine private Aktiengesellschaft ist auf Vorbilder in deutschen Fürstenresidenzen zurückzuführen. Der Malersaal im angrenzenden Bau steht als weitere Bühne zur Verfügung.
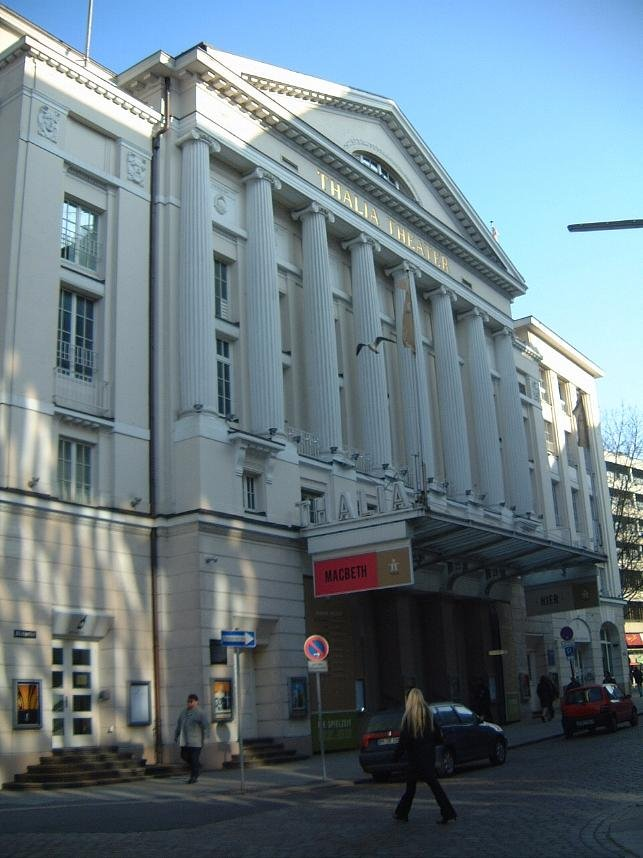
Von den bestehenden Sprechbühnen blickt das Thalia Theater auf die längste Geschichte zurück, es wurde 1842 gegründet.
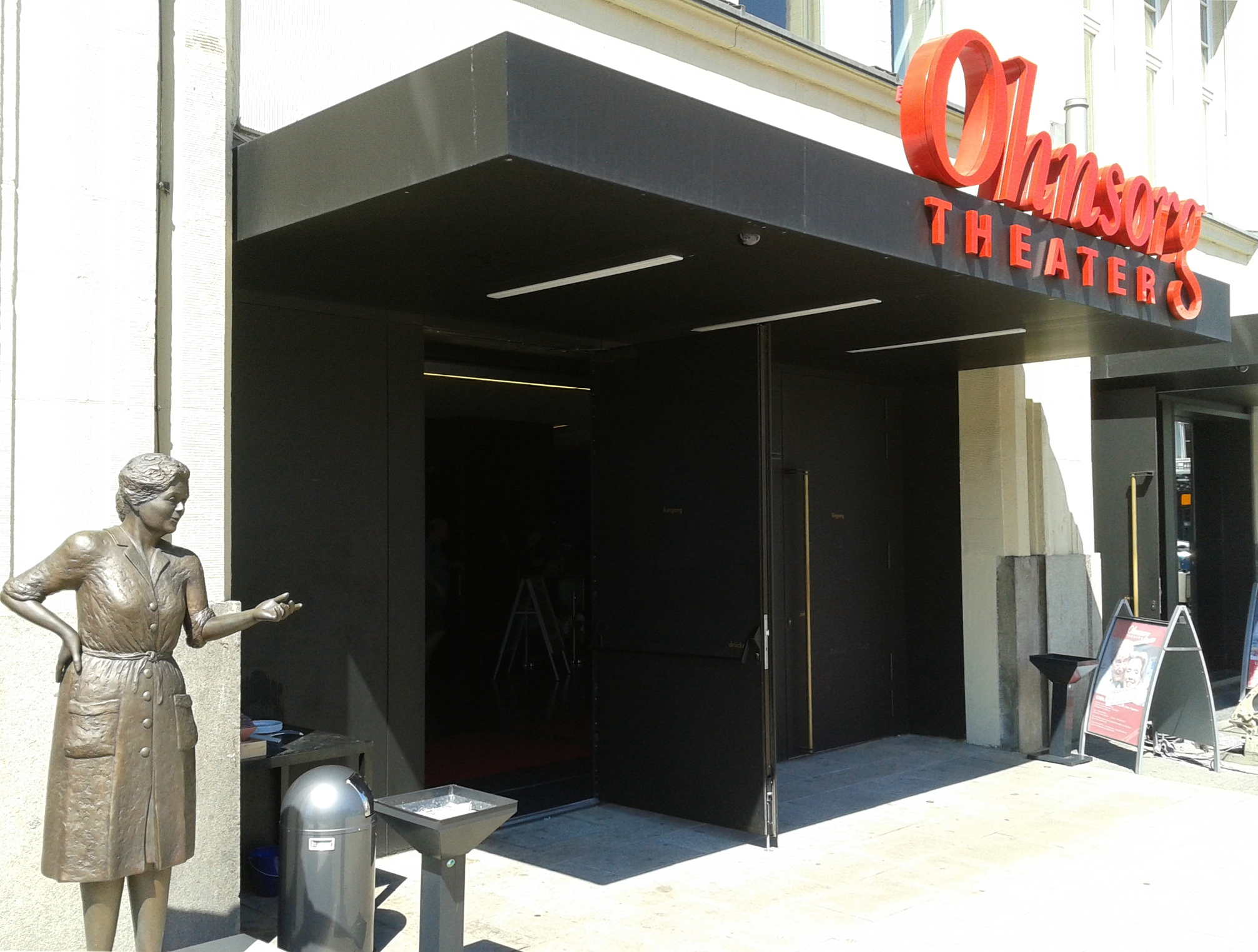
Das Ohnsorg-Theater wurde 1902 durch Richard Ohnsorg als niederdeutsche Bühne unter dem Namen Dramatische Gesellschaft Hamburg gegründet. Heute ist das Ohnsorg-Theater eine GmbH, Eigentümerin ist die Freie und Hansestadt Hamburg.
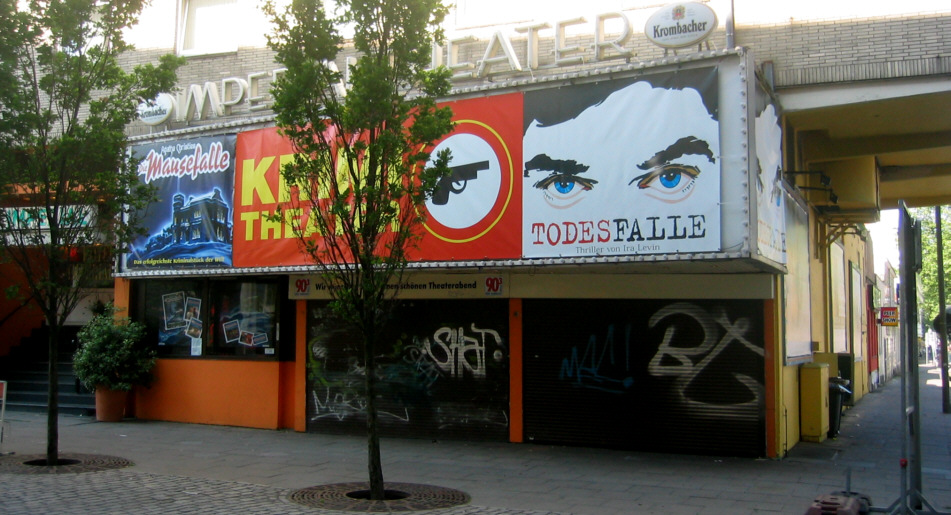
Das Imperial Theater ist eine kleine, 1994 als Musiktheater gegründete, private Krimibühne.
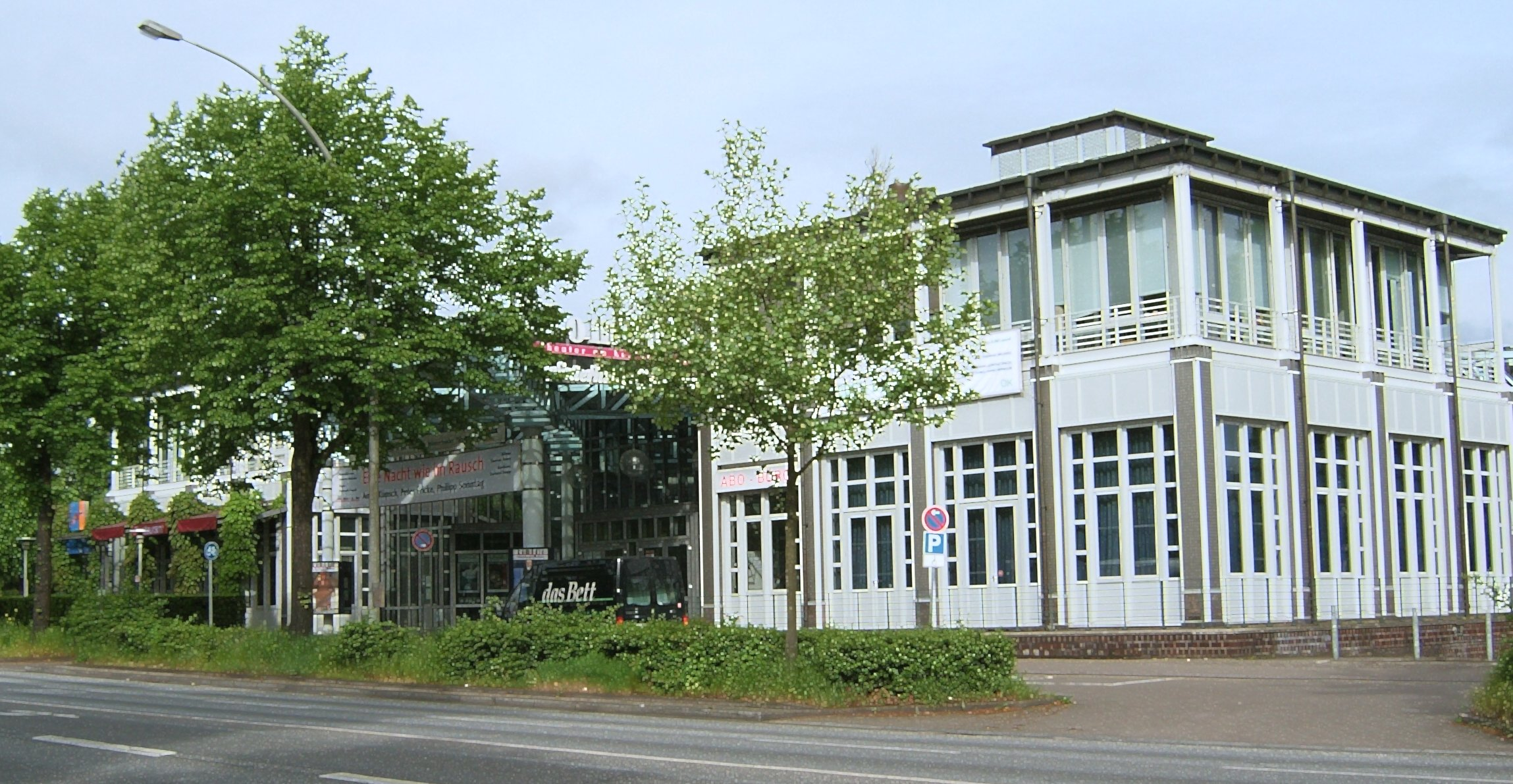
Komödie Winterhuder Fährhaus ist Aufführungsort von Komödien und Boulevardstücken.
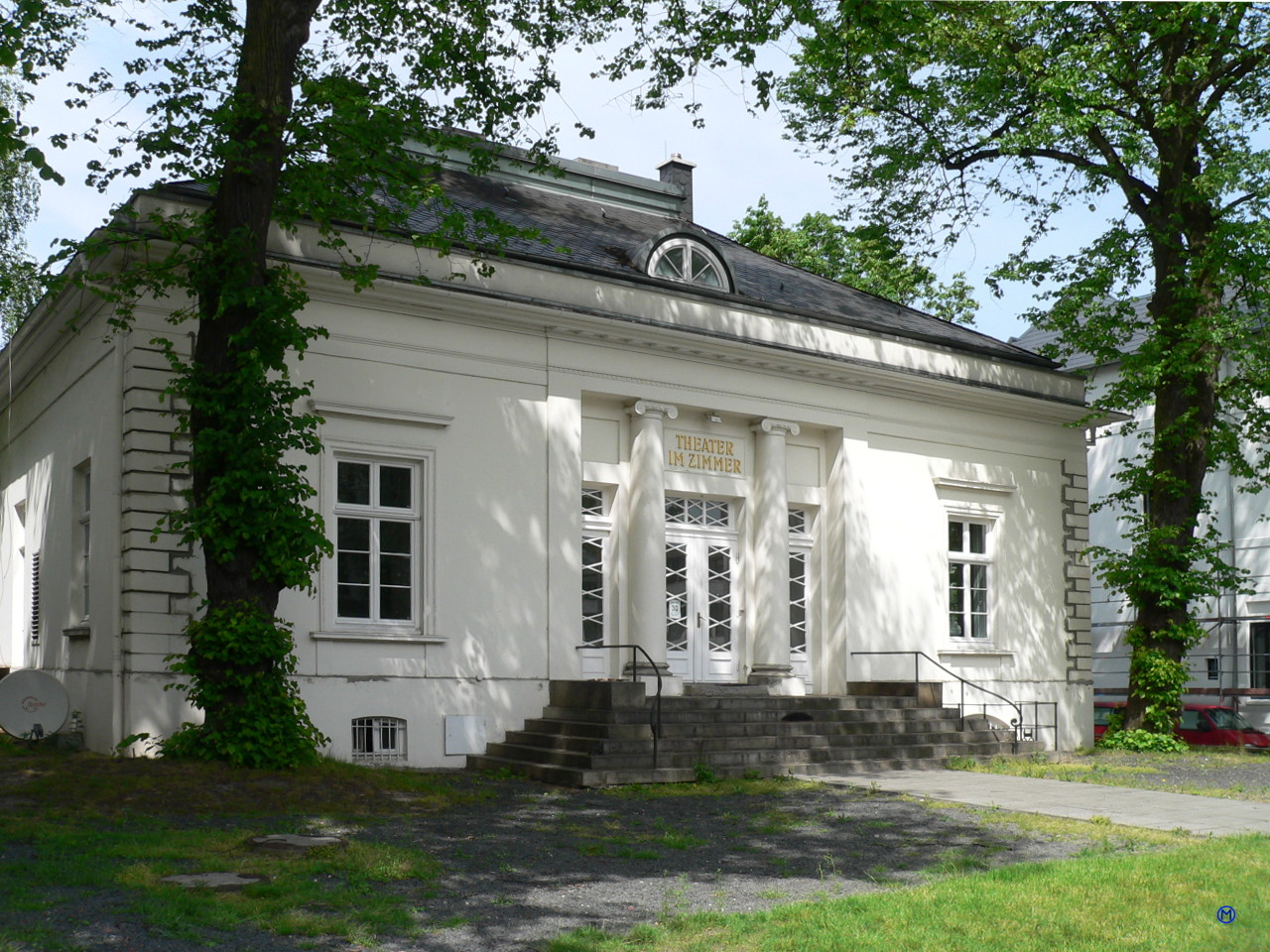
Das Theater im Zimmer wurde 1948 von Helmuth Gmelin gegründet und hat unter seiner Tochter Gerda Gmelin als Prinzipalin den Betrieb 1999 eingestellt, Der Spielbetrieb war 2004 für einige Wochen wiederaufgenommen worden. Zurzeit ist die Zukunft des Hauses als Theater unbestimmt.
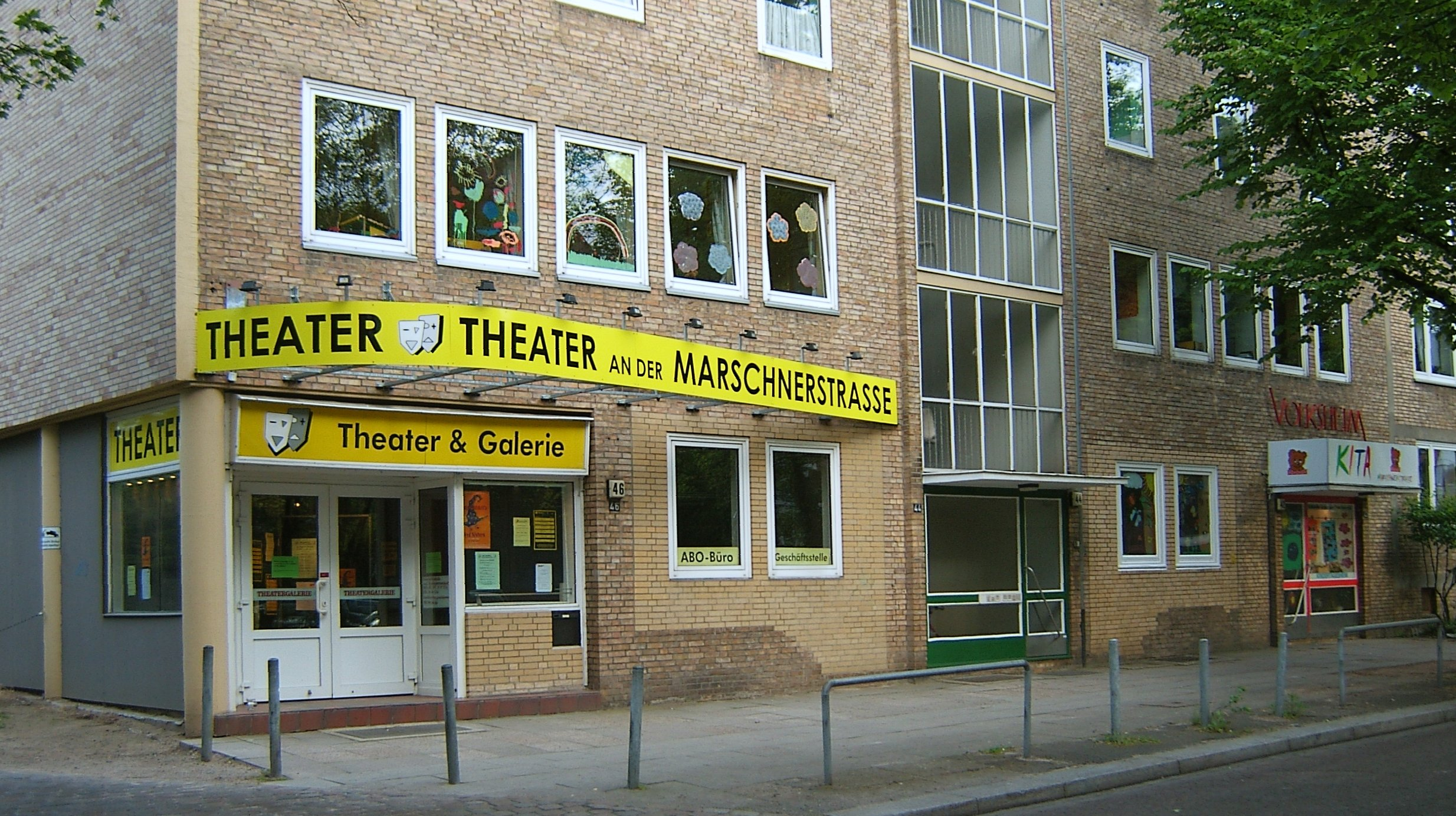
Das Theater an der Marschnerstraße ist mit knapp 300 Sitzen Hamburg größtes Amateurtheater.
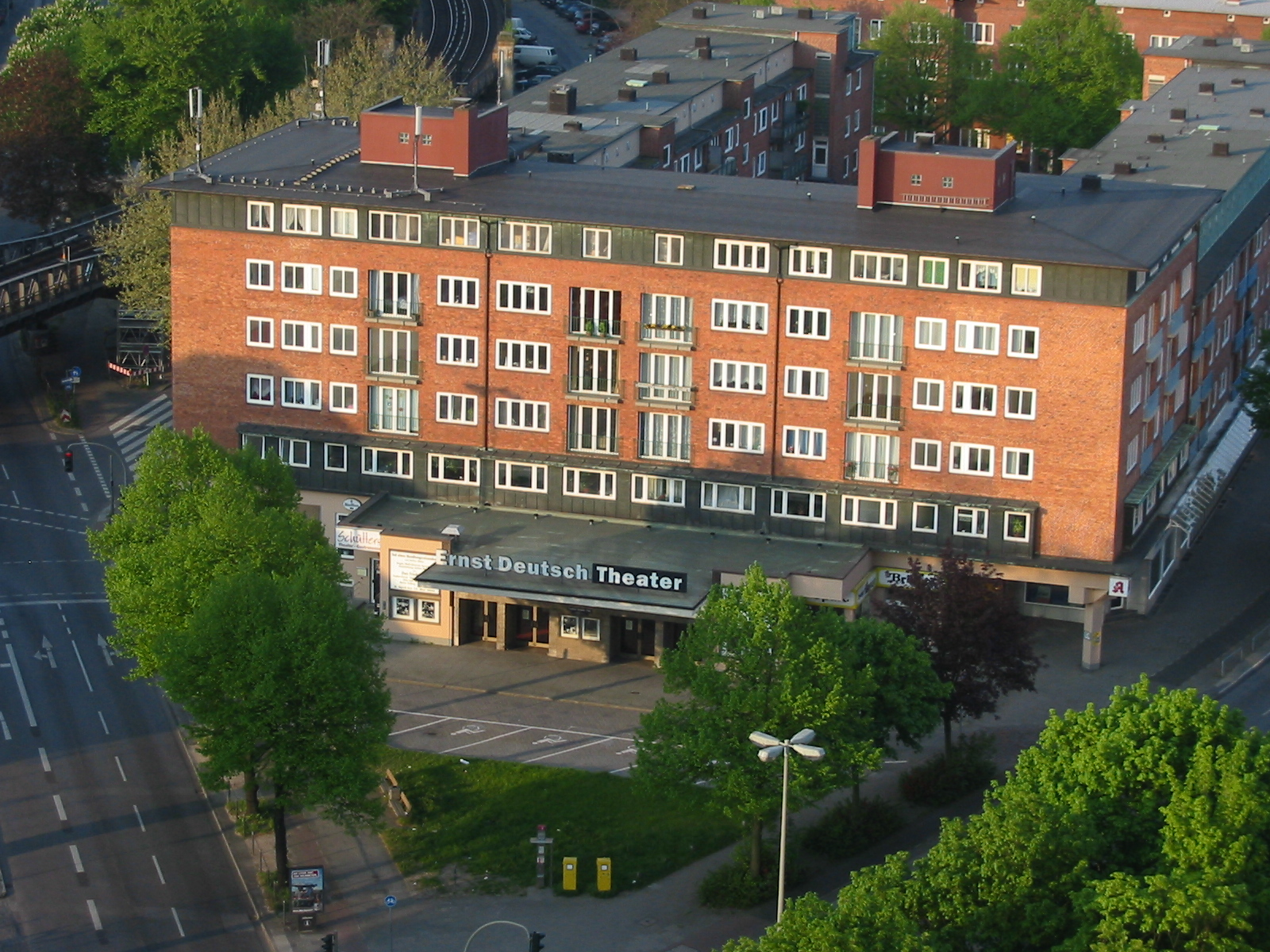
Das Ernst Deutsch Theater wurde 1951 von den Schauspielern Friedrich Schütter und Wolfgang Borchert gegründet.
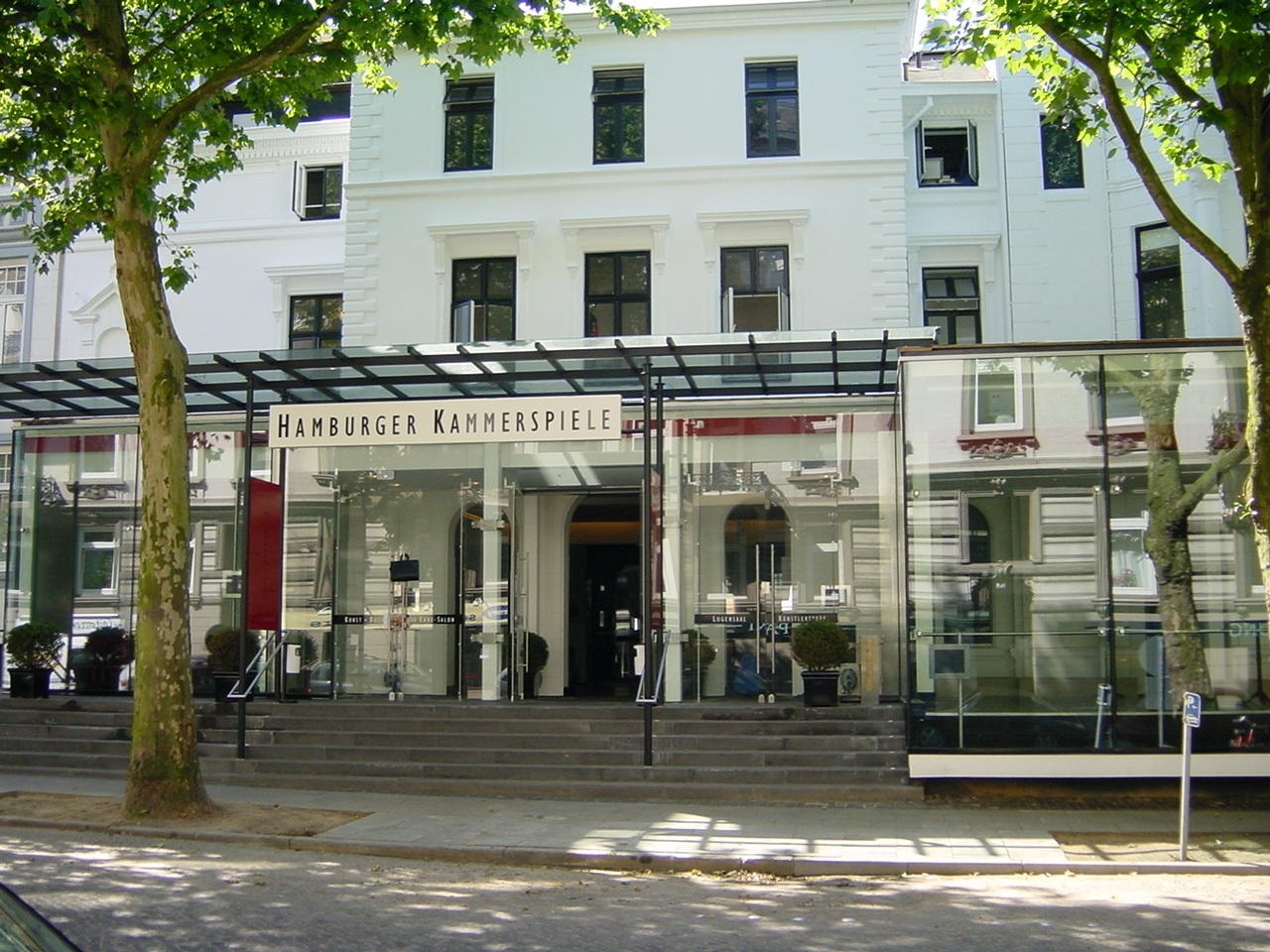
Die von Erich Ziegel 1918 gegründeten Kammerspiele entwickelten sich in den 1920er Jahren zu einem Mittelpunkt des modernen, expressionistischen Theaters. Unter der Intendanz von Ida Ehre wurde das Theater 1945 wieder eröffnet.
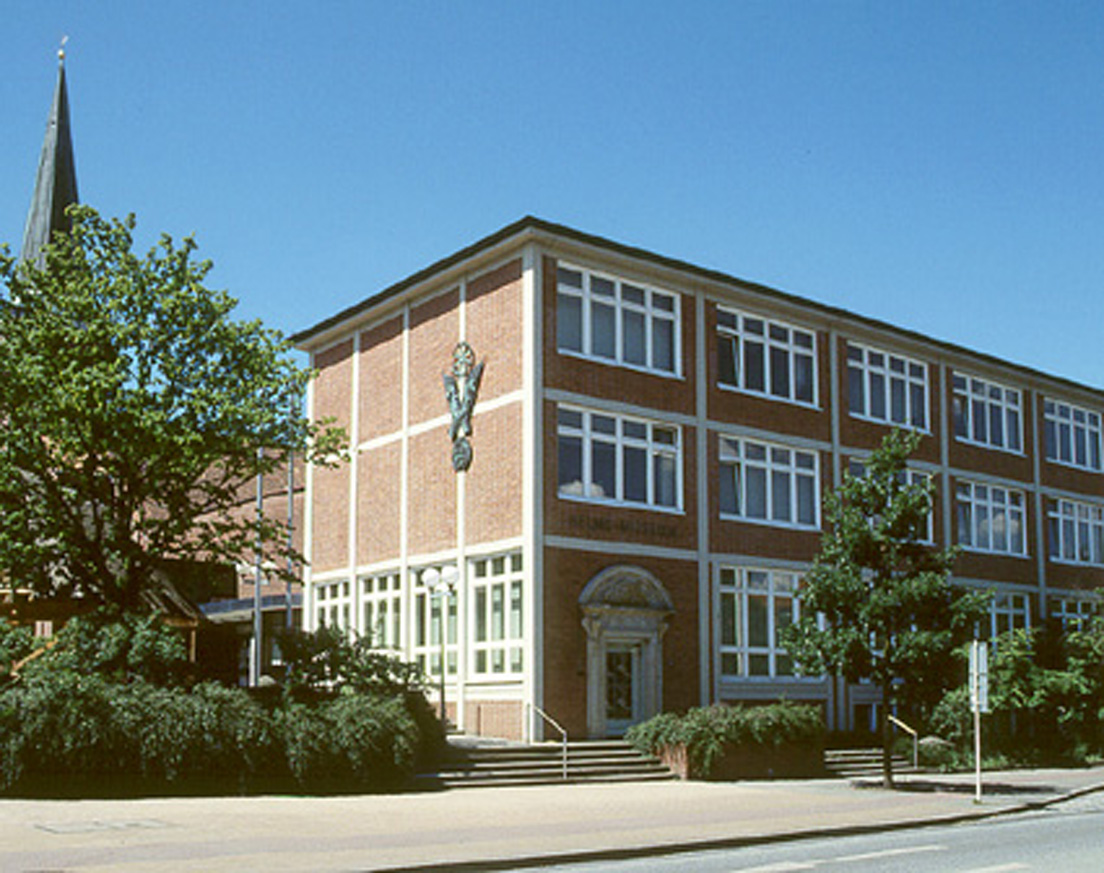
Das Harburger Theater residiert im Archäologischen Museum Hamburg in Harburg.
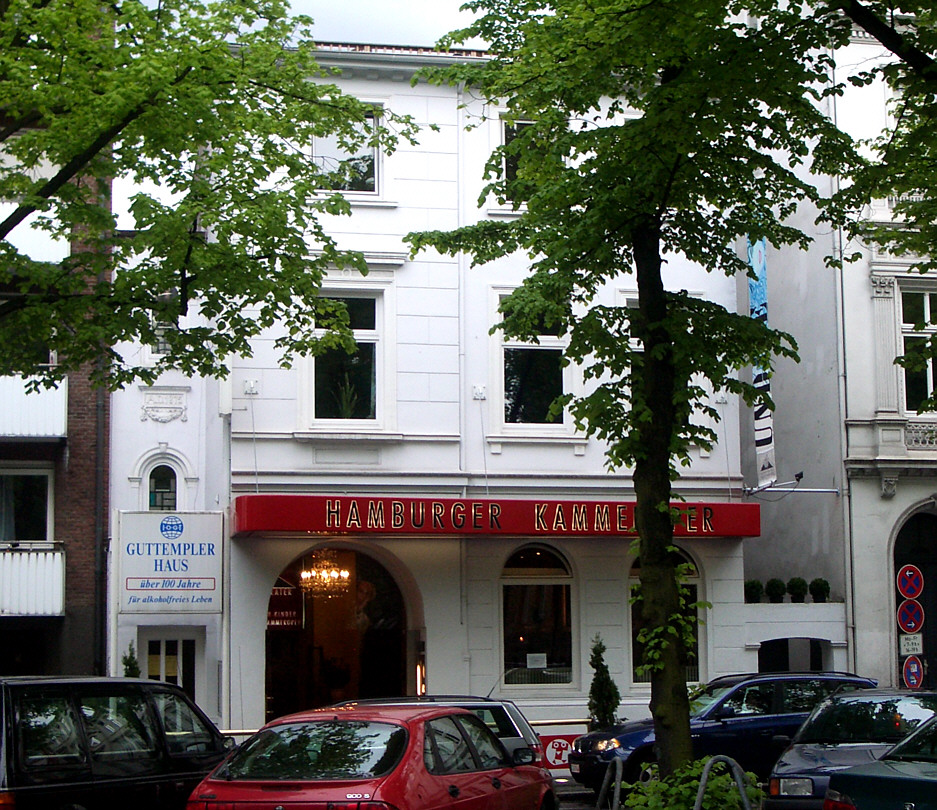
Das Theater für Kinder im Allee-Theater ist ein Kindertheater.
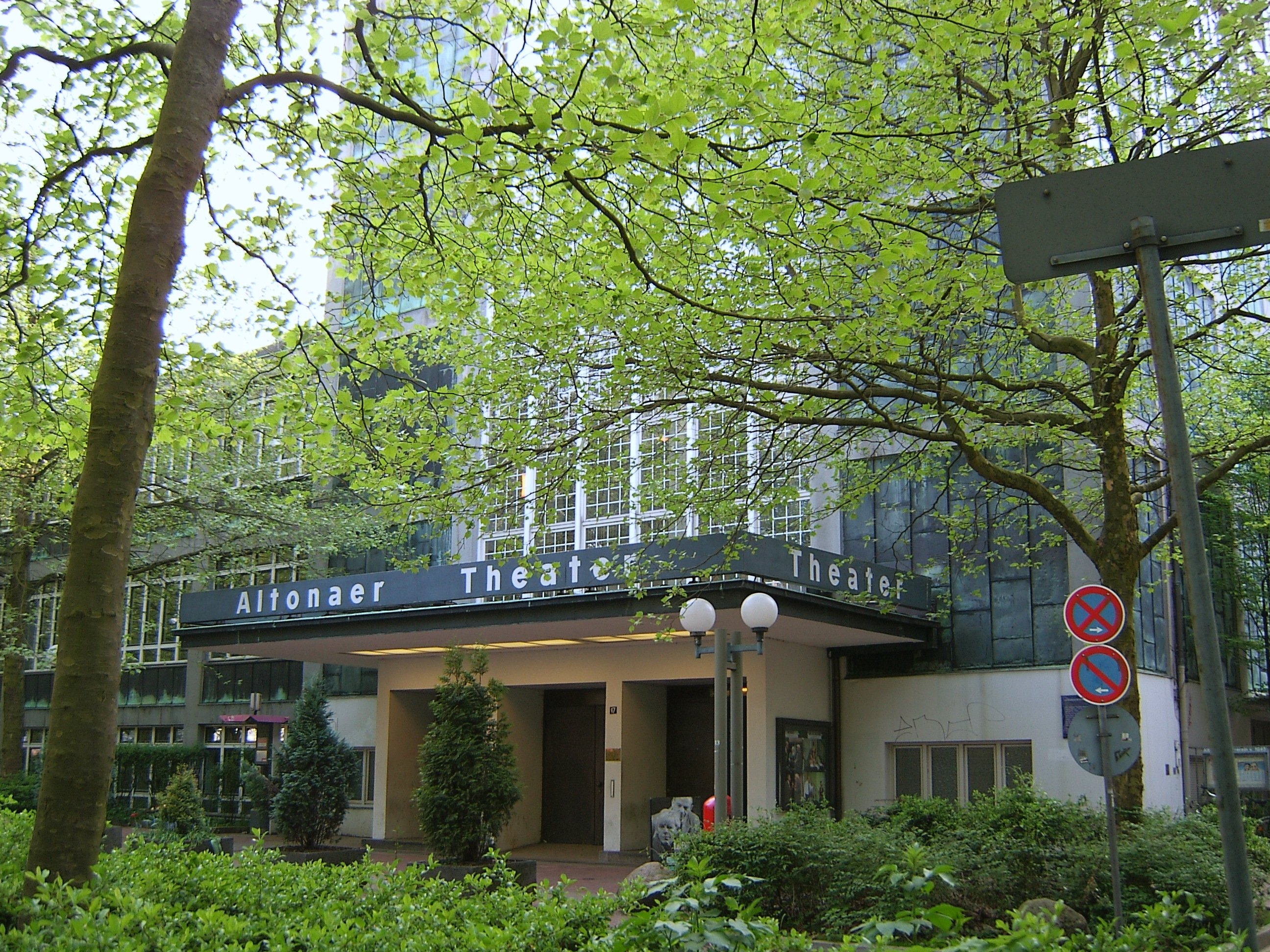
Das Altonaer Theater bringt Literatur auf die Bühne.
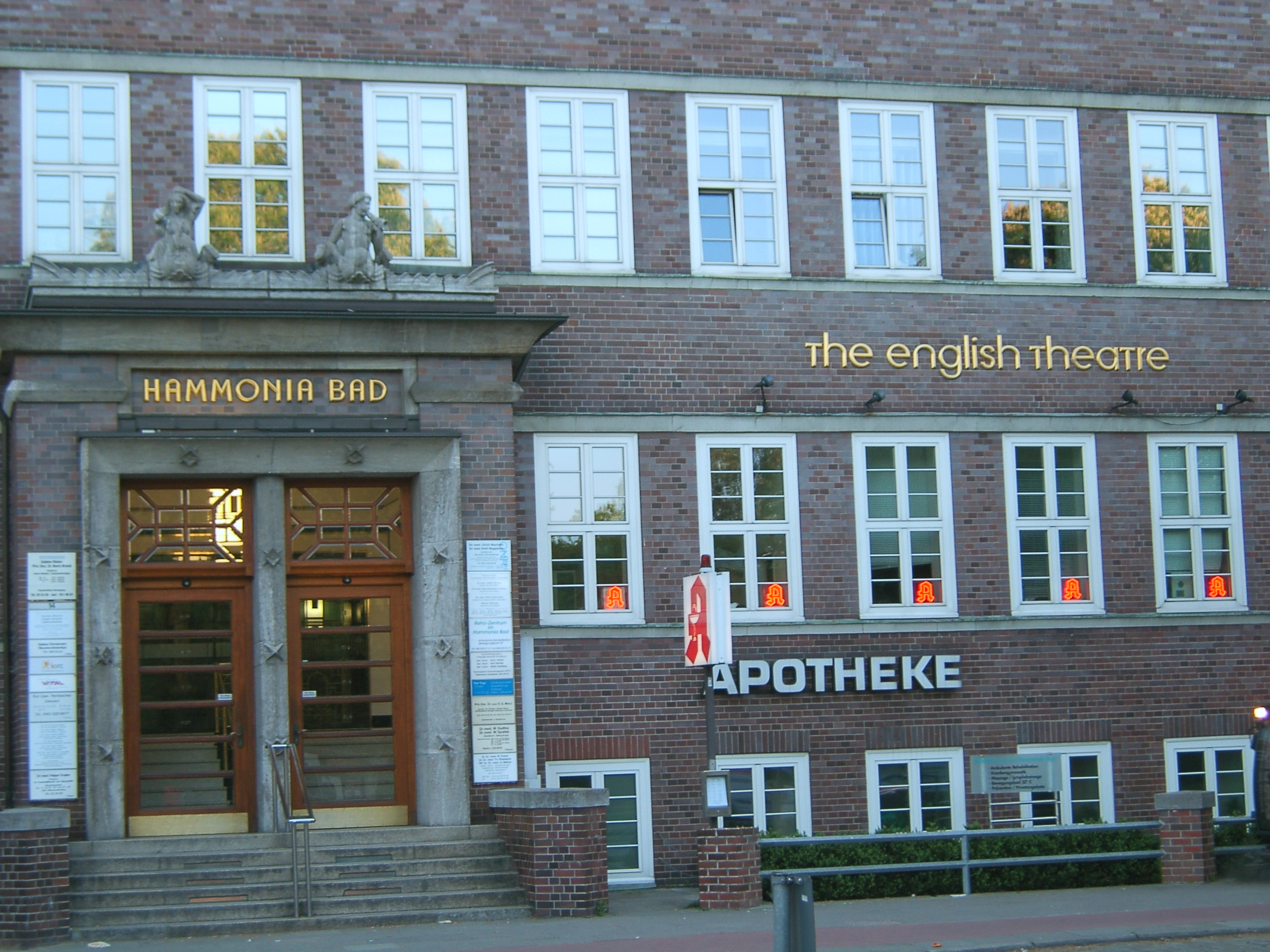
The English Theatre of Hamburg
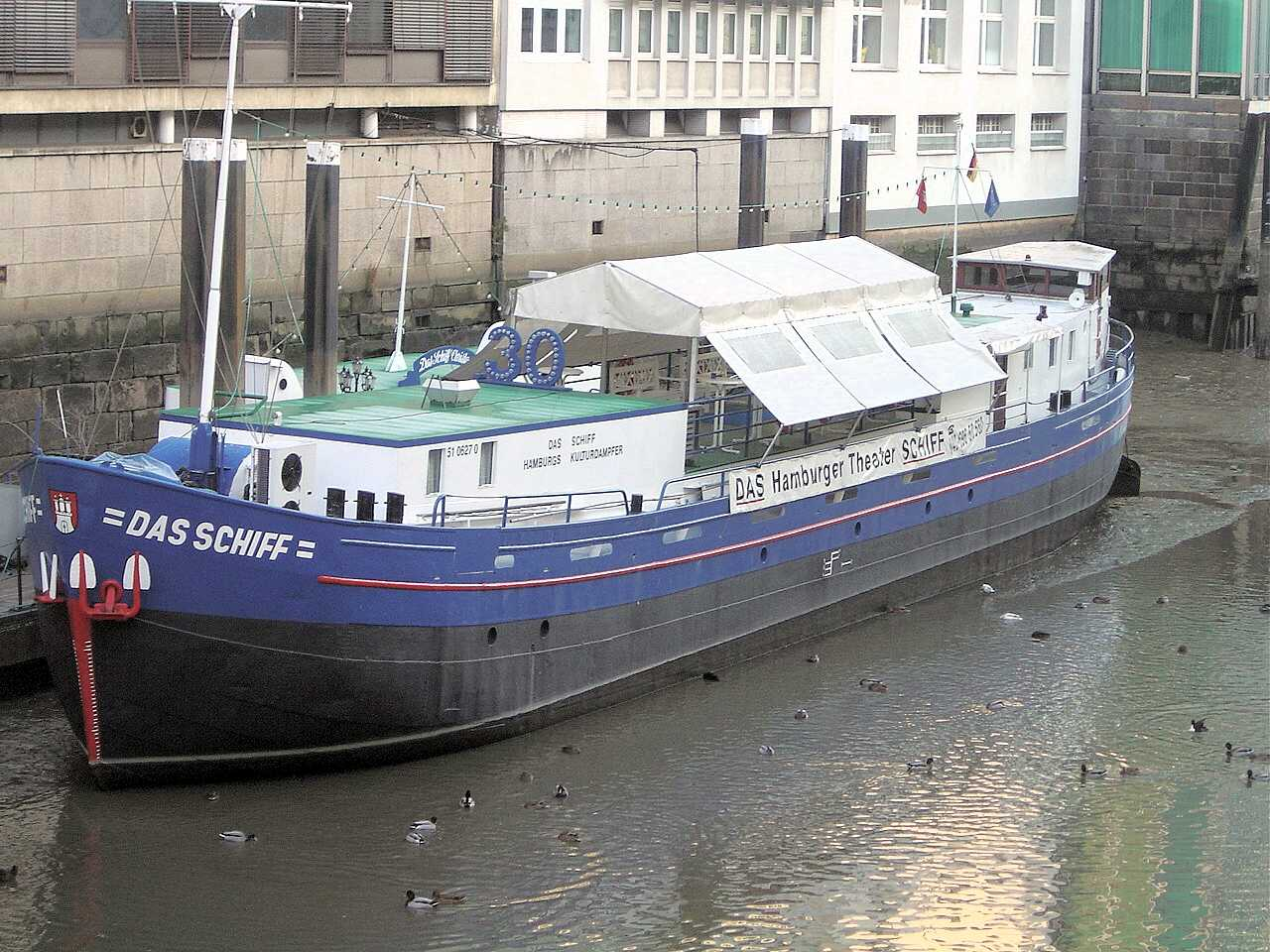
Das Schiff
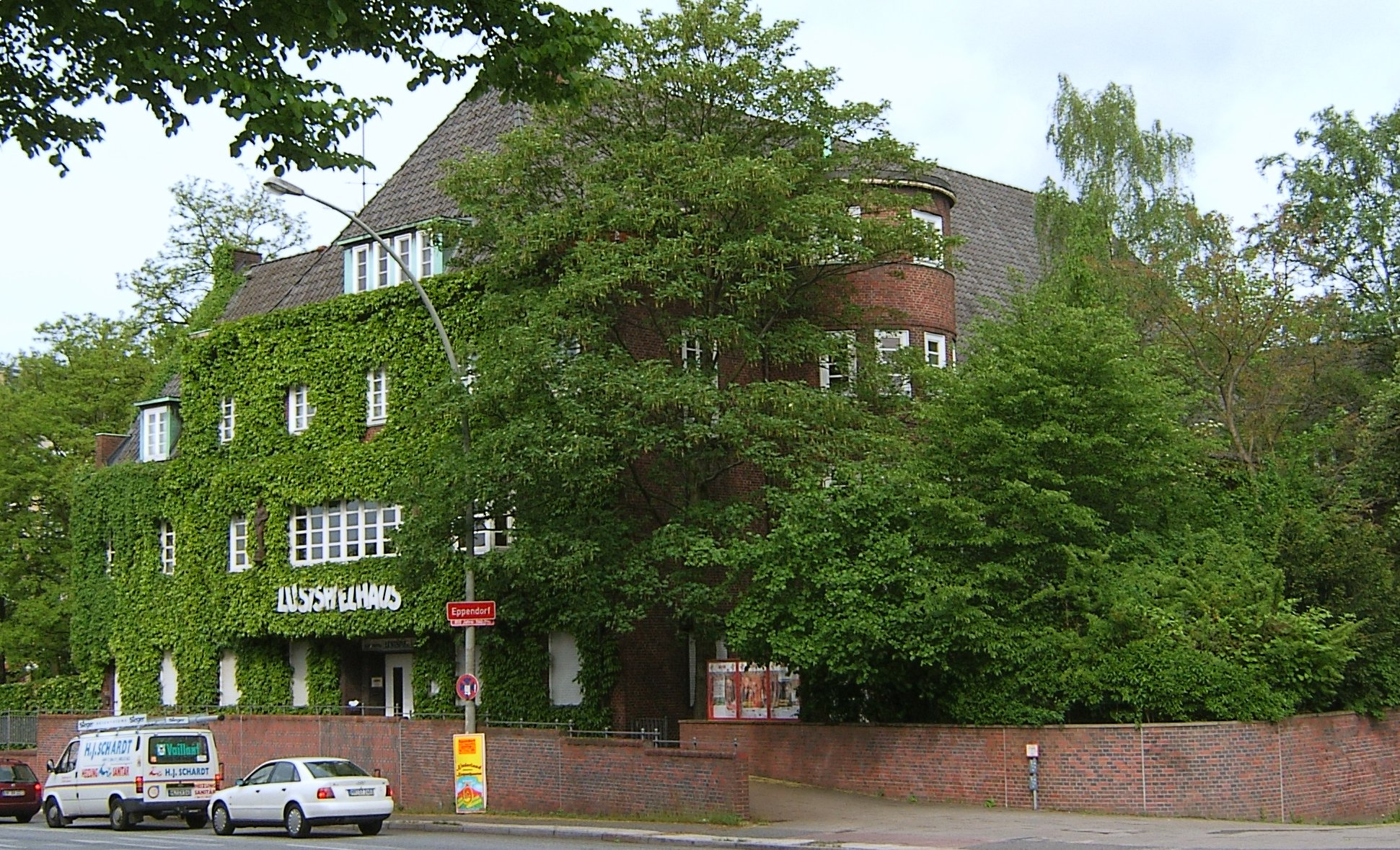
Alma Hoppes Lustspielhaus

### Theater mit unterschiedlichen Richtungen
Einige Bühnen bieten ein gemischtes Programm wie beispielsweise Sprech-, Tanz- oder Musiktheater, Kleinkunst.
Eine Bühne mit unterschiedlichen Veranstaltungen ist auch das Zelttheater der Fliegenden Bauten

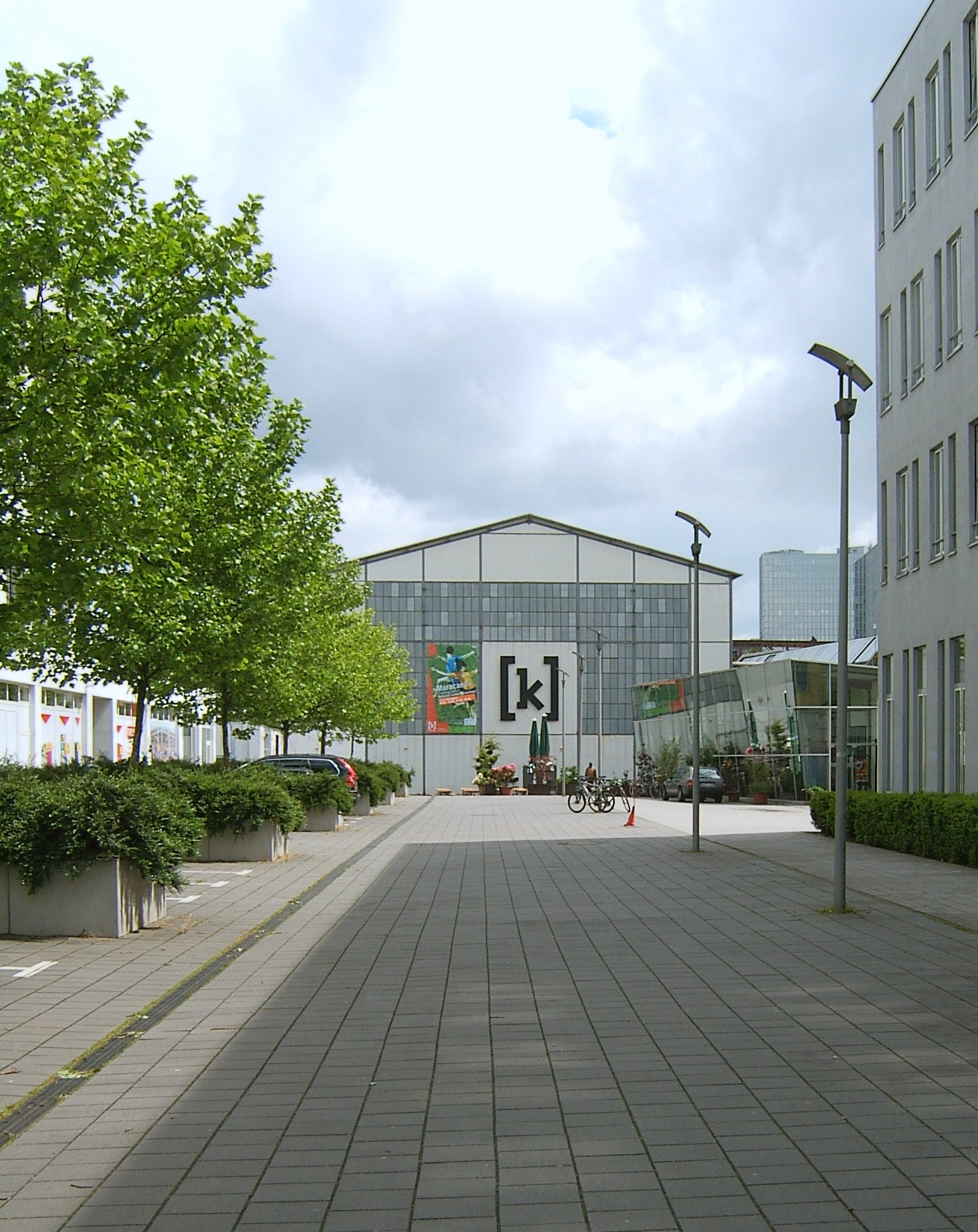
Kampnagel ist ein Bühnenkomplex in einer ehemaligen Fabrik, der zunächst vom Schauspielhaus genutzt wurde, heute finden hier zahlreiche Gastspiele und Festivals zur zeitgenössischen darstellenden Kunst statt.
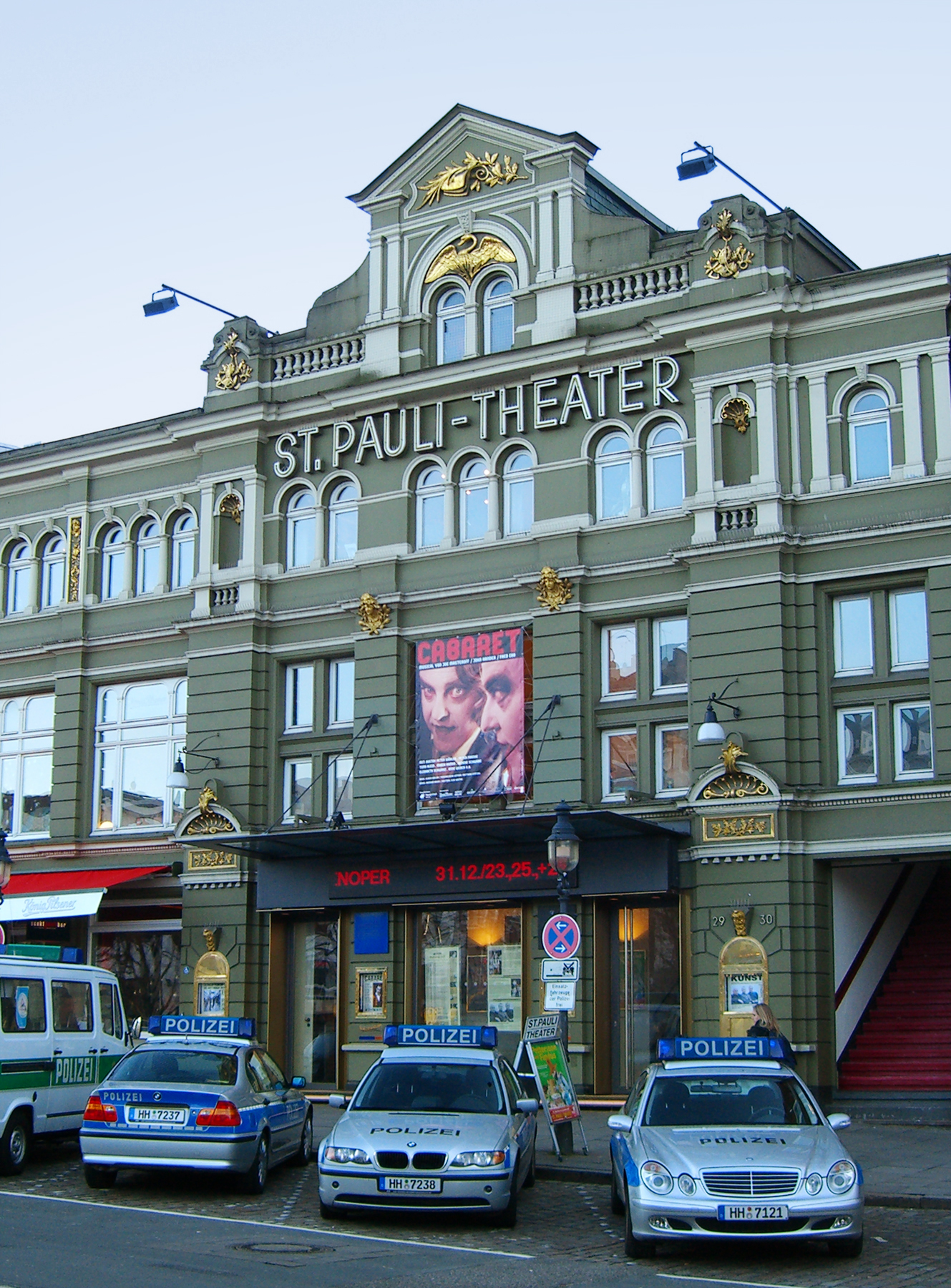
Das St.-Pauli-Theater, ehemals Ernst Drucker Theater, 1841 am Spielbudenplatz gegründet, ist eines der ältesten deutschen Privattheater und das am längsten bespielte (denkmalgeschützte) Bühnenhaus Hamburgs.
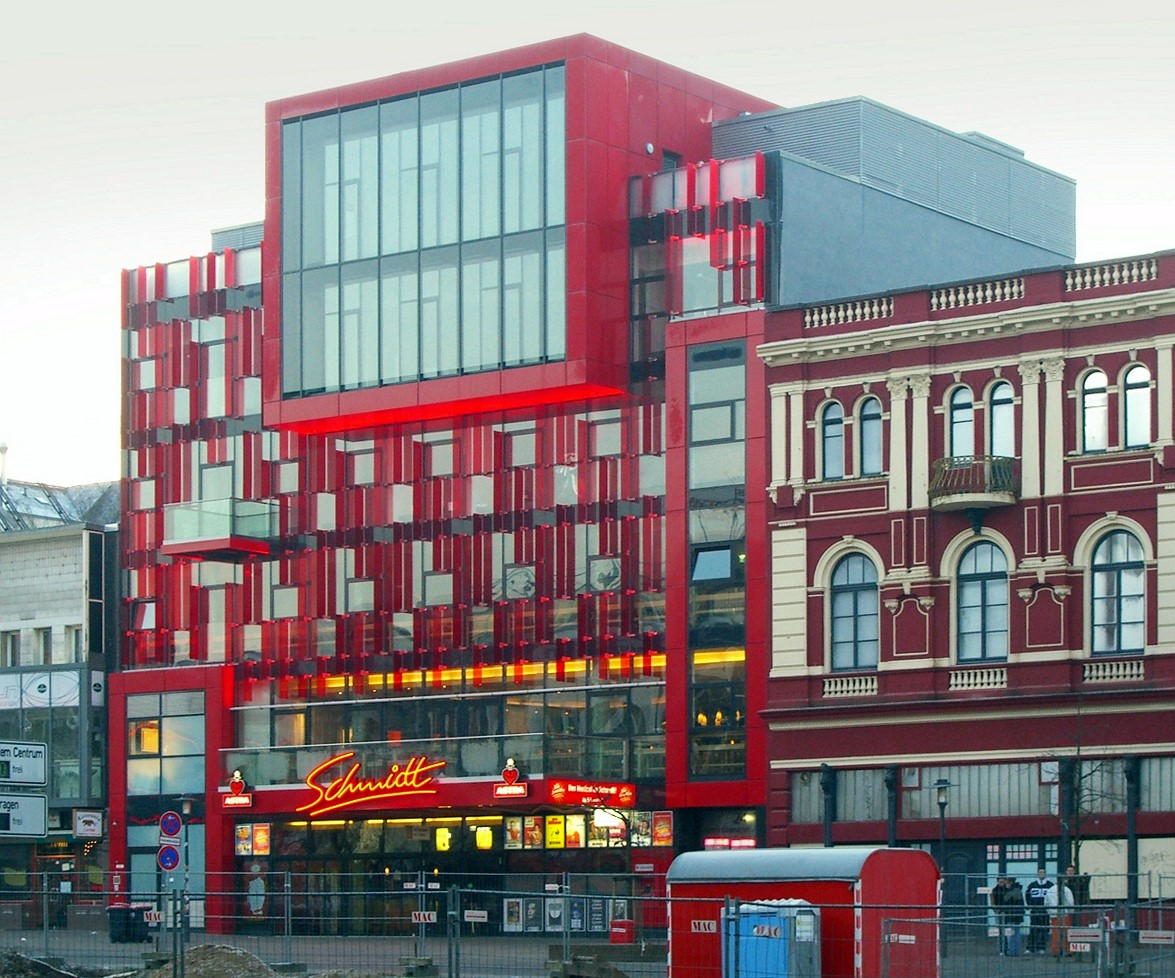
Das Schmidt Theater ist ein von Corny Littmann gegründetes Privattheater in St. Pauli. Es verfügt über zwei Spielstätten, das Schmidt Theater selbst und das nur wenige Schritte entfernte Schmidts Tivoli.

### Kabarett und Varieté
- Hansa-Theater: Von den klassischen Varietéhäusern die noch nach dem Zweiten Weltkrieg ein regelmäßiges Programm boten wie das Haus Vaterland, existiert nur noch das Hansa-Theater (zeitweilig).

- Das Schiff wurde vor dreißig Jahren von Eberhard Möbius als eine kleine Bühne auf einem Binnenmotorschiff eingerichtet und hat seinen Liegeplatz im Nikolaifleet, wenn es nicht gerade auf Tournee ist.
- Alma Hoppes Lustspielhaus begründet vom Duo Alma Hoppe versteht sich als Kabarett und hat in dem 1927 errichteten Bürgerhaus und Kino seit 1994 sein ständiges Domizil.
- Polittbüro: Im ehemaligen Kinosaal (Neues Cinema am Steindamm) die Bühne der Kabarettgruppe Herrchens Frauchen (Lisa Politt/Gunter Schmidt).

### Kindertheater
- Monsun-Theater in Ottensen[1]
- Hoftheater Ottensen[2] / Kindertheater Wackelzahn in Hamburg-Ottensen
- Fundus-Theater in Eilbek[3]

### Oper, Ballett, Musical
Hamburg gilt als die Musical-Hauptstadt Deutschlands. Hier wurde Andrew Lloyd Webbers Cats zum ersten Mal in Deutschland gespielt. Außerdem lief bis zum 22. Januar 2006 Tanz der Vampire von Roman Polański erfolgreich im Theater Neue Flora. Zu den aktuellen Produktionen gehören Der König der Löwen, Tarzan und Ich war noch niemals in New York (Musical).

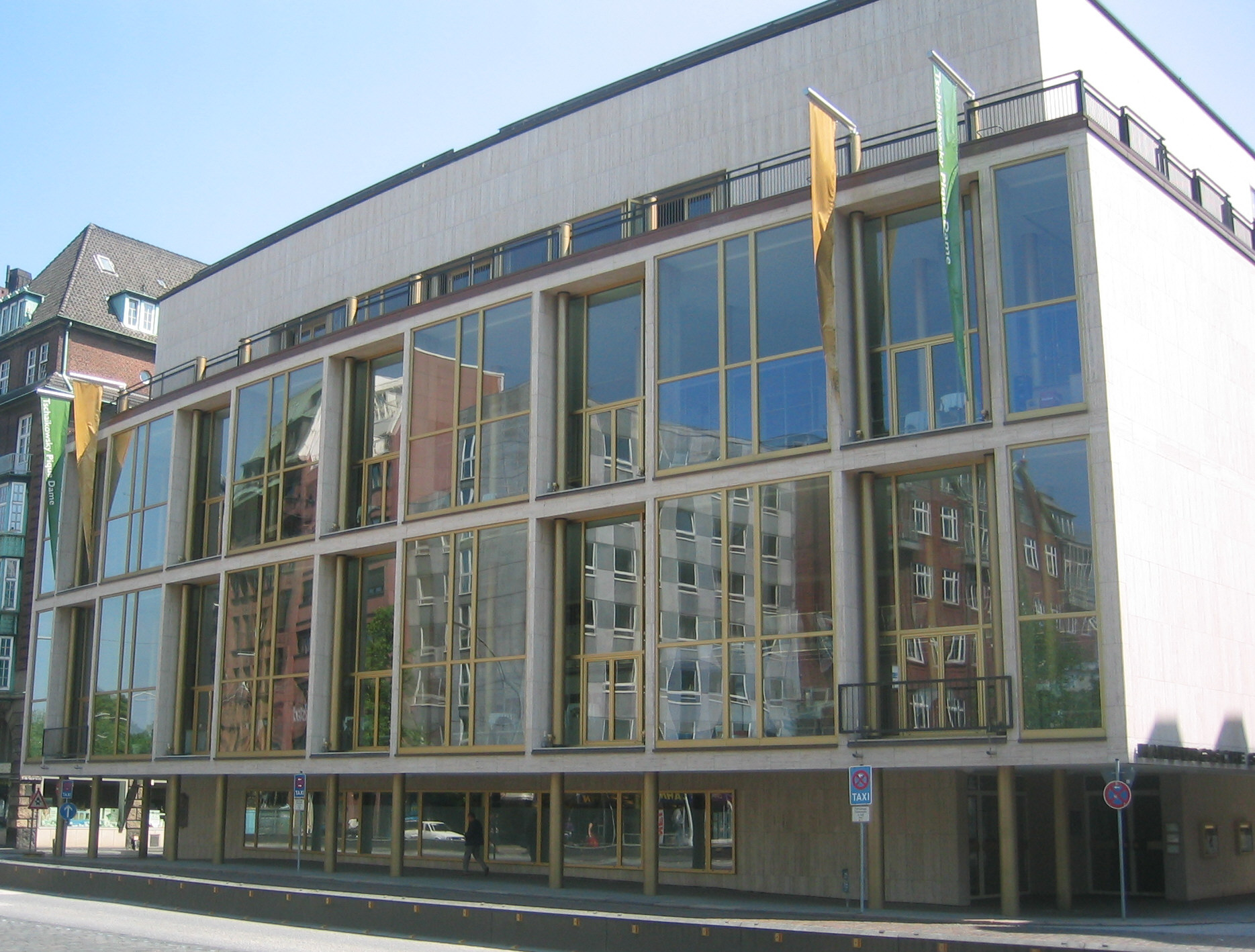
Die Hamburgische Staatsoper führt ihre Geschichte auf die erste bürgerliche, 1678 gegründete Oper am Gänsemarkt zurück.
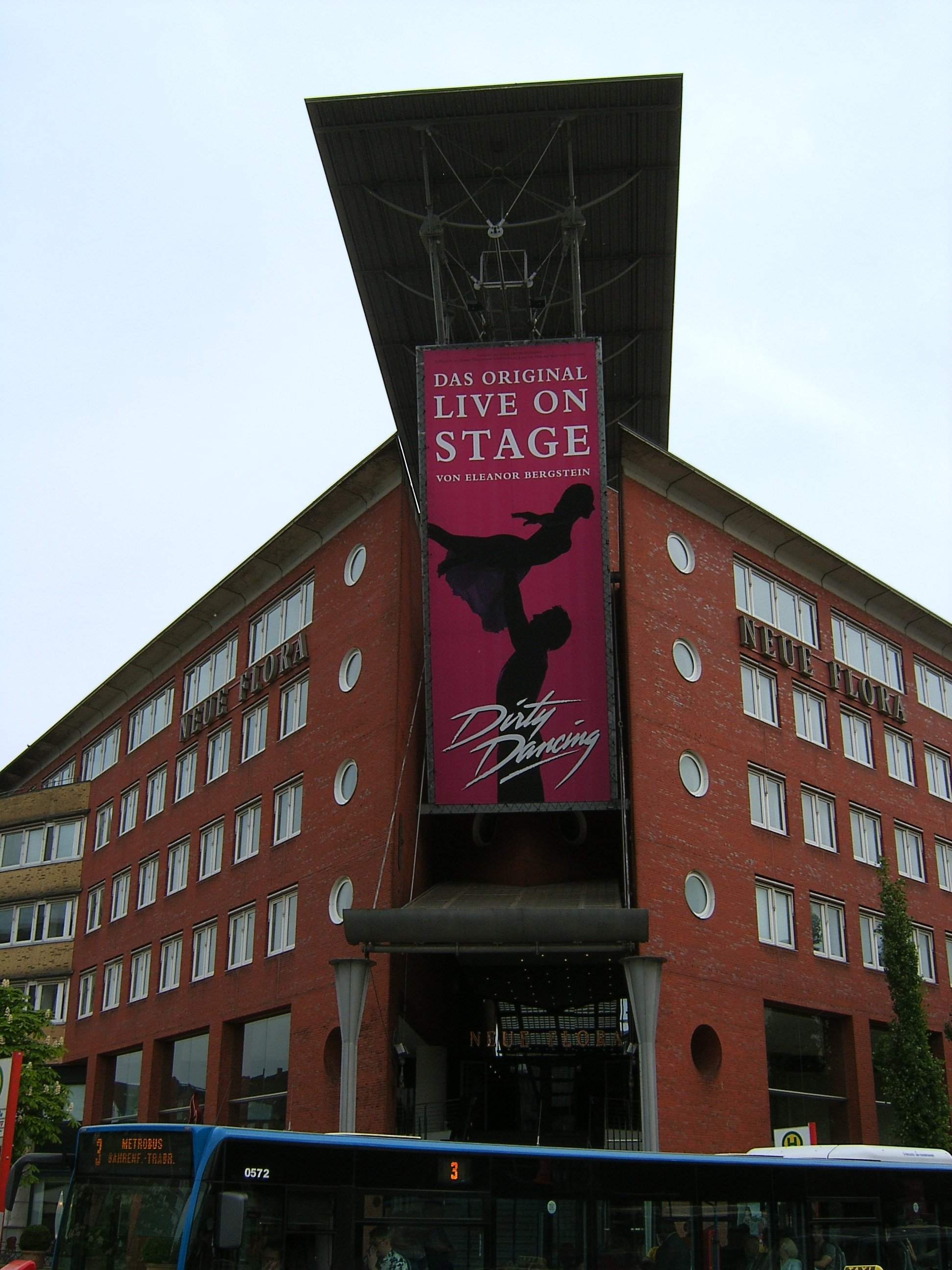
Die Neue Flora wird als Musicaltheater von der Stage Entertainment betrieben.
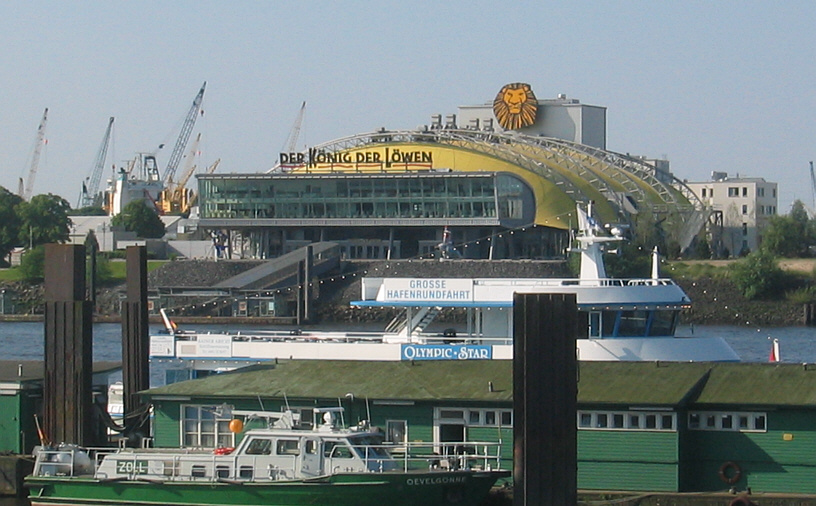
Das Theater im Hafen ist ein Musicaltheater vis á vis der Überseebrücke.
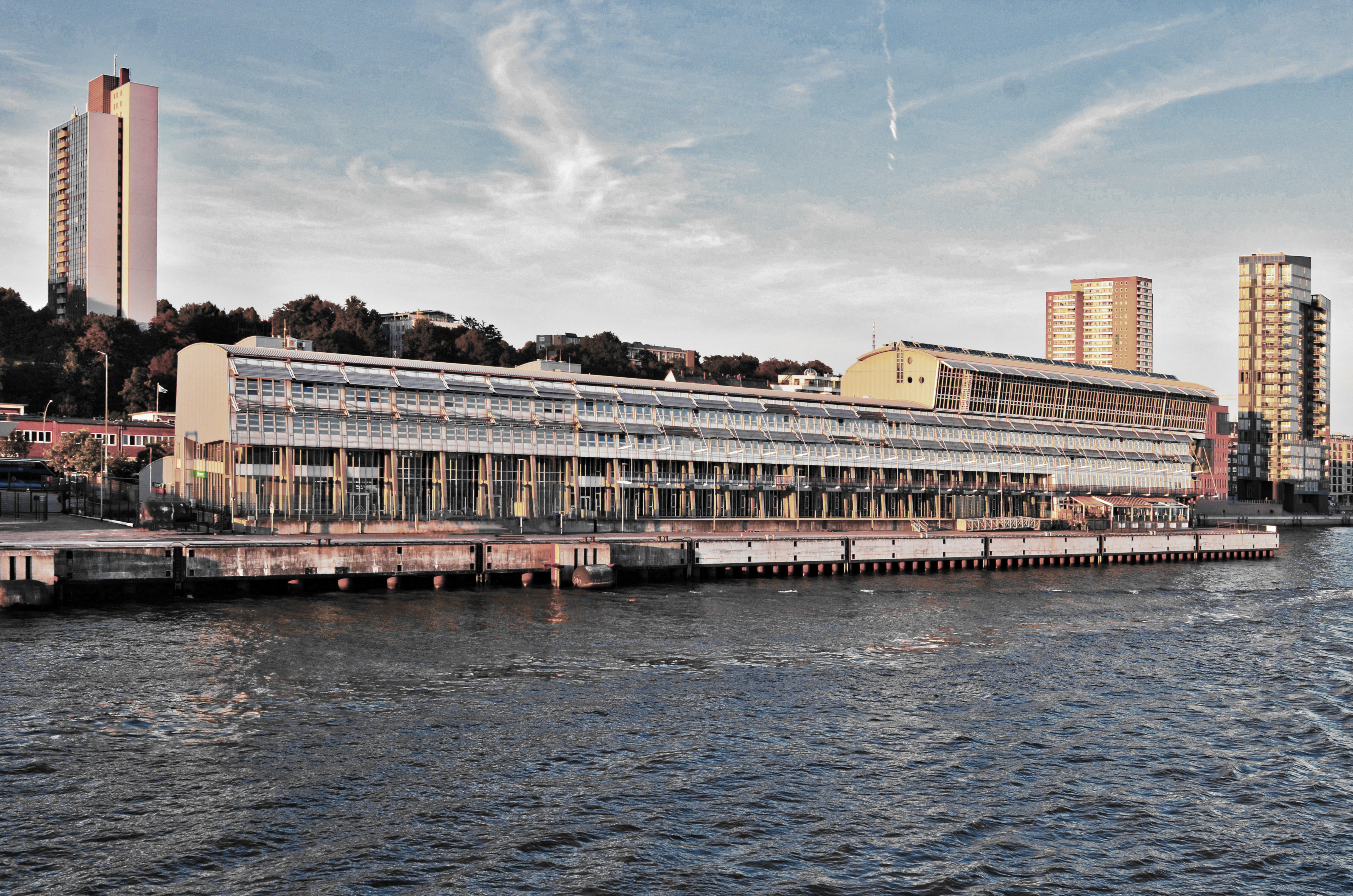
Das Opernloft bietet Opernaufführungen, u. a. für Opern-Einsteiger
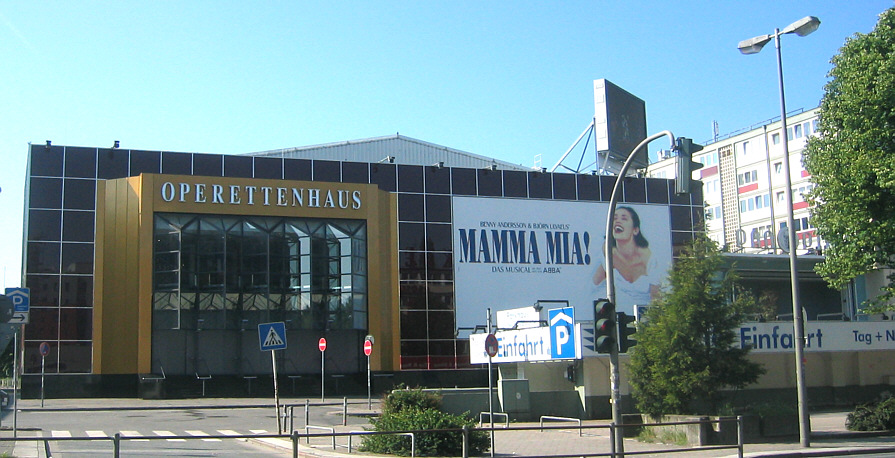
Das Operettenhaus ist ein Musicaltheater mit Geschichte.
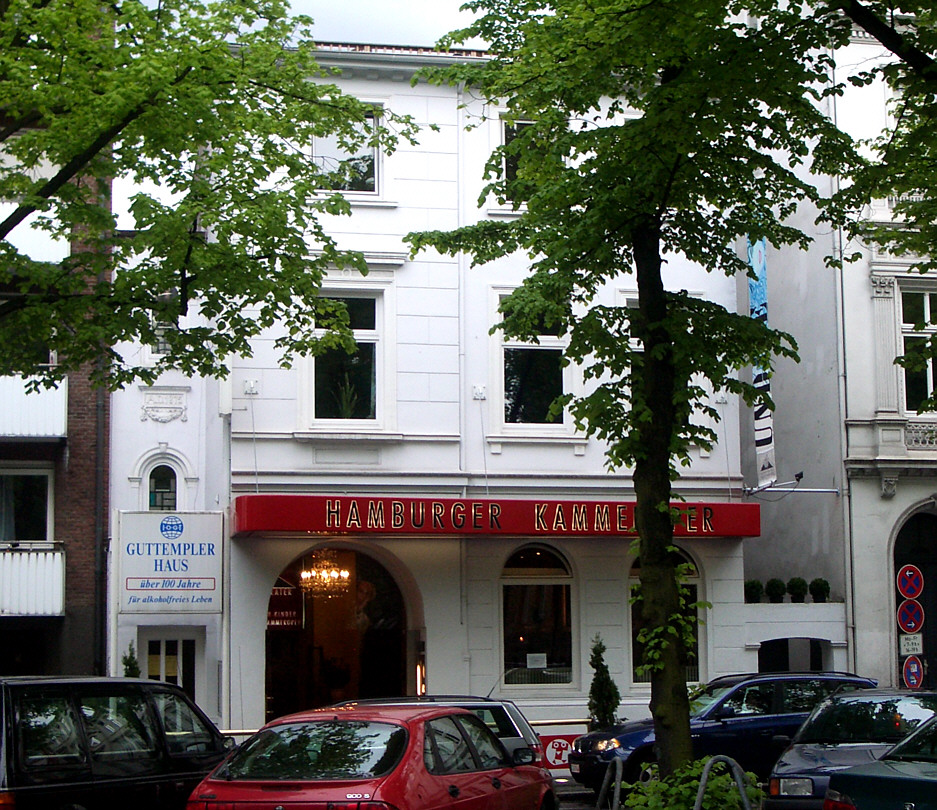
Im kleinen Allee-Theater bietet die Hamburger Kammeroper überwiegend Opern.
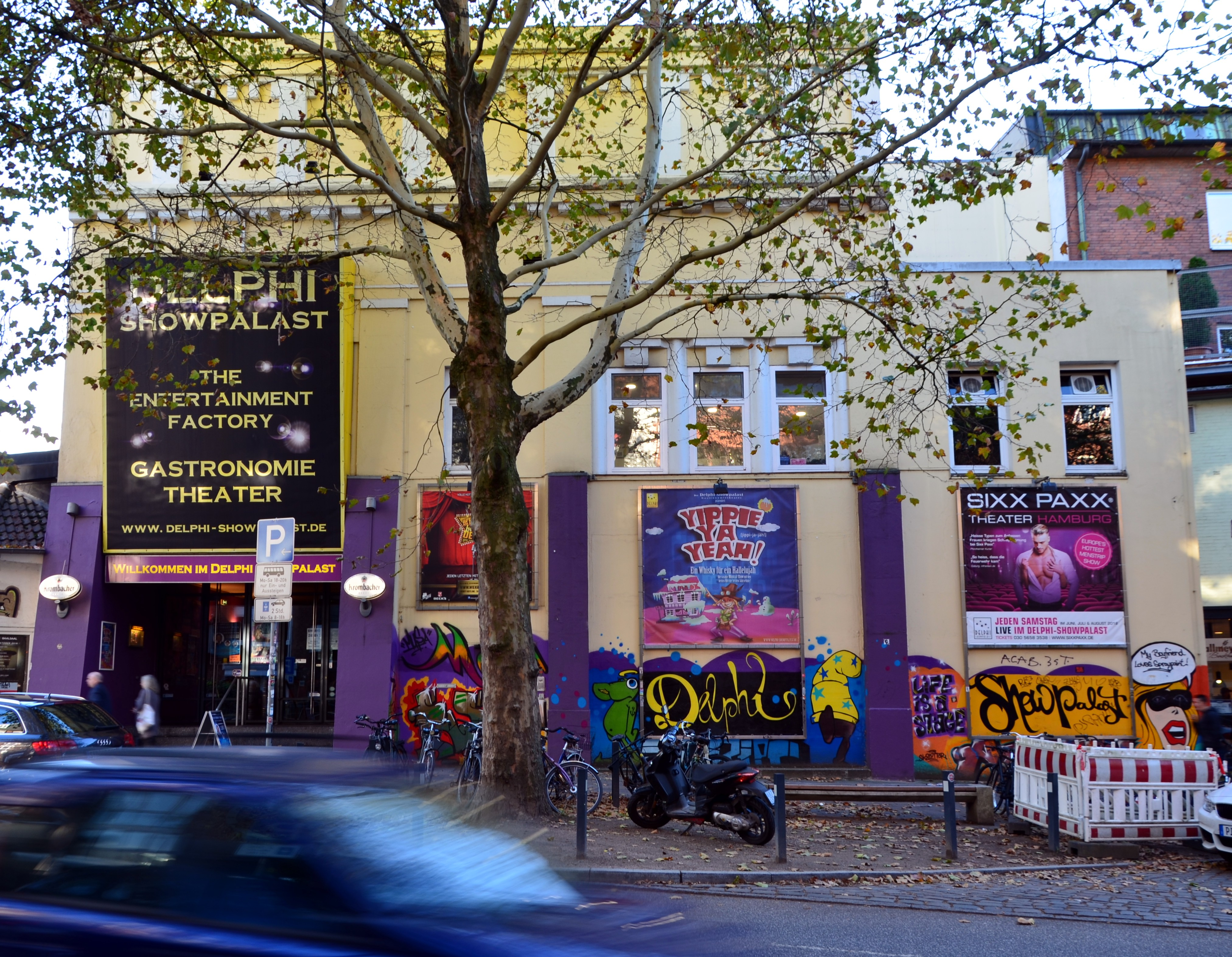
Im Delphi Showpalast laufen Musicals und Shows als Kombination aus Essen, Trinken und Unterhaltung.

- Der Hamburger Engelsaal am Valentinskamp in der Neustadt ist ein Theater der „leichten Muse“ (Operetten, Musicals usw.) Einziges Privattheater mit eigenem Operetten-Repertoire und Philharmonie- und Schlagerorchester in denkmalgeschütztem, bereits 1809 als Privattheater genutztem Haus.

## Kino
Siehe auch: Kino in Hamburg.

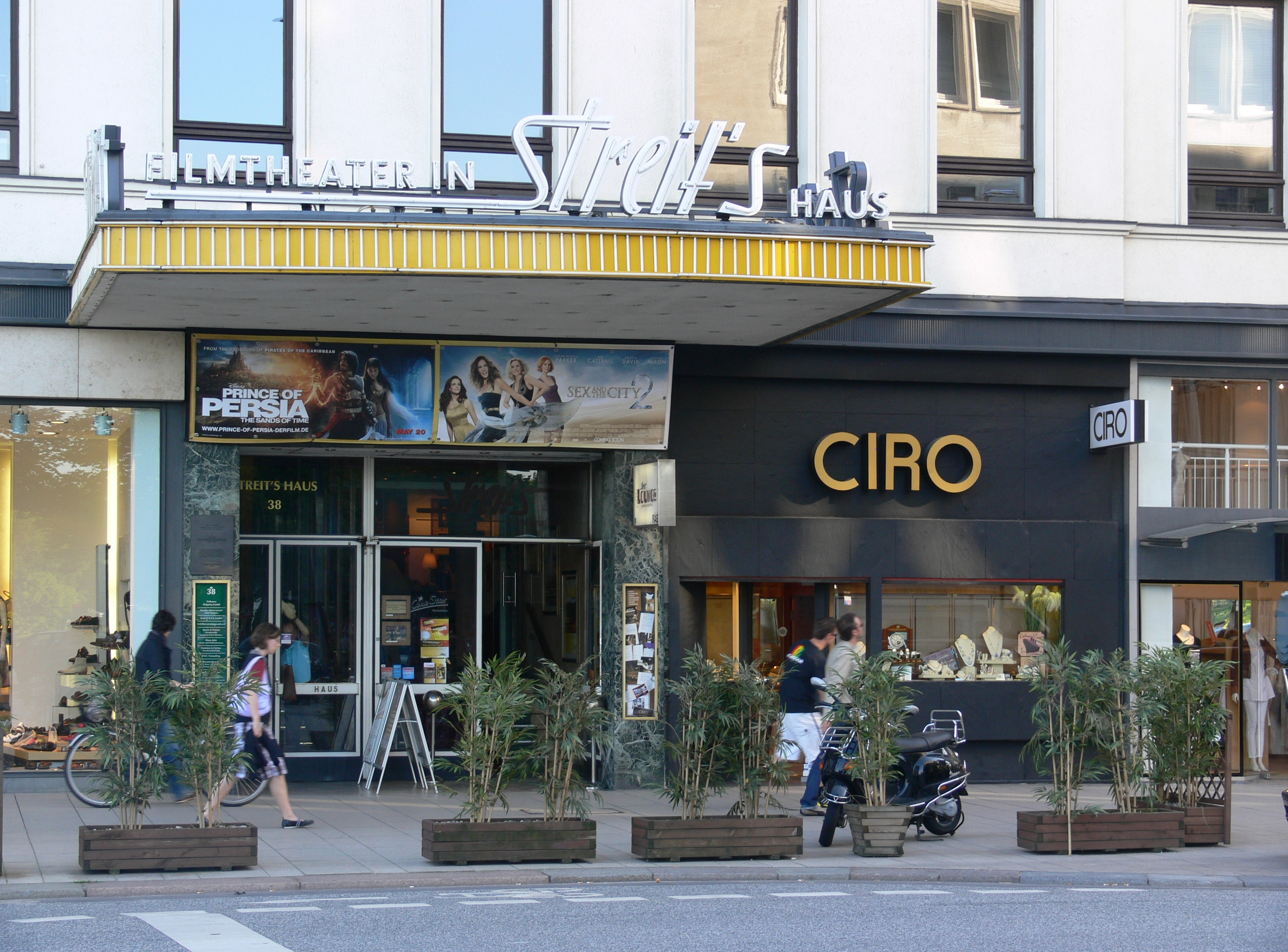
Filmtheater in Streit’s Haus

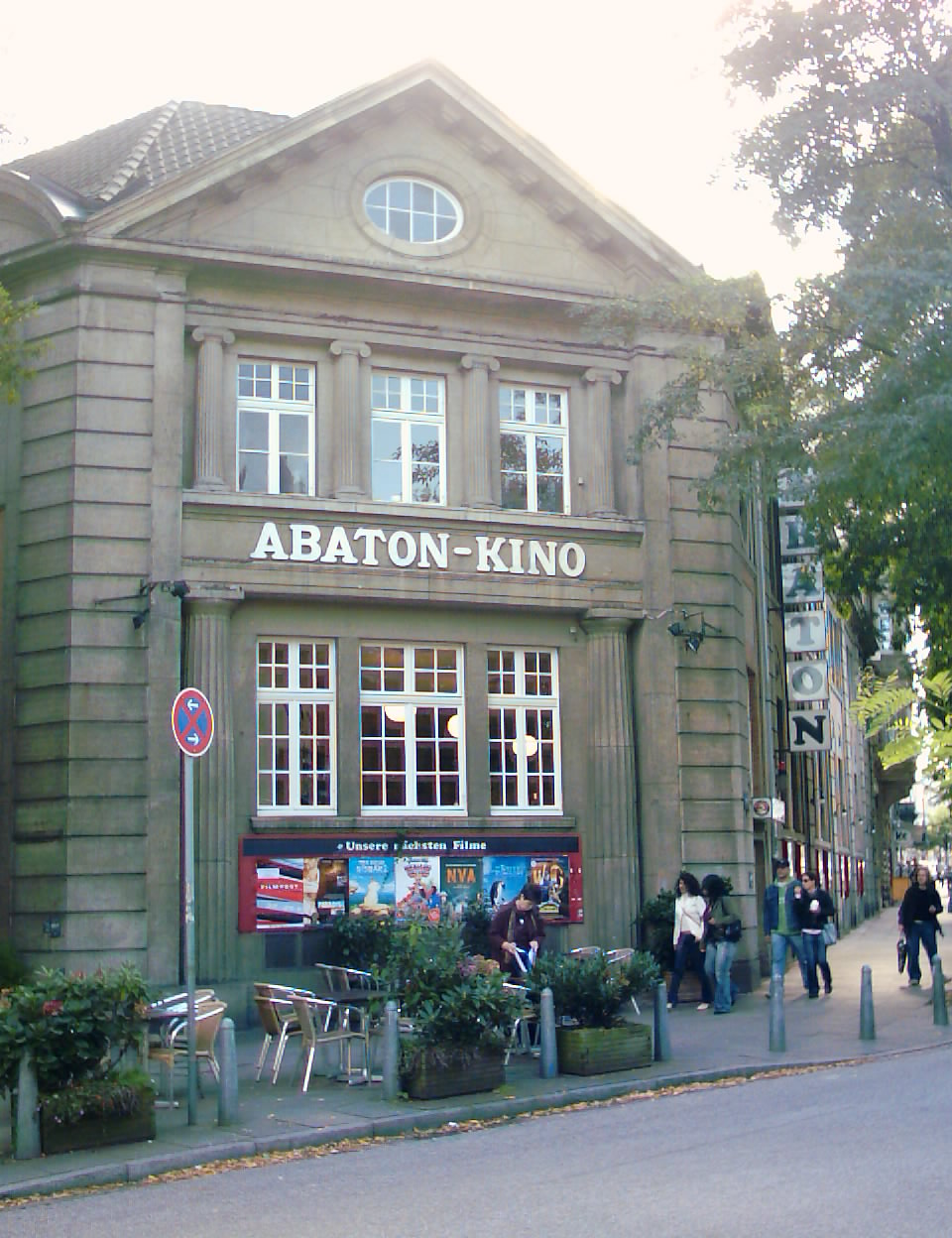
Abaton

Knopfs Lichtspielhaus an der Reeperbahn wird zu den ersten festen Kinos Deutschlands gezählt, um 1900 wurden hier die ersten Filme gezeigt. Im Deutschlandhaus nahe dem Gänsemarkt, 1929 von den Architekten Block & Hochfeld errichtet, entstand nach Entwürfen von Walther Unruh mit 2.667 Plätzen das seinerzeit größte Kino Europas, der UFA-Palast. Nach dem Konkurs der Betreibergesellschaft und Verkauf der Immobilie schloss der an anderer Stelle errichtete UFA-Palast Ende Mai 2006 und wurde abgerissen. Das Passage Kino in der Mönckebergstraße ist eines der ältesten Hamburger Kinos das noch heute am alten Ort in Betrieb ist. Das Grindel im gleichnamigen Viertel war zwischen 1959 und 1970 Ort zahlreicher Europapremieren, dies vor allem dank seiner damals hervorragenden technischen Ausstattung. So war es eines der wenigen Kinos, die Filme im Cinerama-Format zeigen konnten. Im Jahr 1994 wurde er zu Hamburgs erstem Multiplex-Kino. Nach der letzten Vorstellung im März 2008 wurde es im Jahr 2009 abgerissen.
Nach der Schließung des UFA-Palasts ist das Cinemaxx Dammtor das einzige Multiplex-Kino in der Innenstadt. Weitere Cinemaxx-Ableger entstanden in Harburg und Wandsbek. Drei UCI-Kinowelt-Multiplexe in Othmarschen, Wandsbek und an der Mundsburg machen den Cinemaxx-Kinos Konkurrenz.
Von den Stadtteilkinos haben bereits in den Sechziger- und Siebzigerjahren viele die Pforten geschlossen. Wegen der finanziellen Probleme der Ufa-Kinos mussten Ende der Neunzigerjahre und Anfang der Zweitausenderjahre mehrere Kinos schließen. Es existieren noch mehrere Programmkinos, wo Autorenfilme und englischsprachige Filme gespielt werden.

### Programmkinos
- 3001 Kino
- Abaton
- Alabama Kino
- ASTOR Film Lounge HafenCity
- Blankeneser Kino
- B-Movie
- CinemaxX an drei Standorten
- Elbe-Filmtheater
- FilmRaum
- fux Lichtspiele
- Hansa-Filmstudio (Bergedorf)
- Holi
- Koralle Kino
- Lichtmeß-Kino
- Magazin
- Metropolis Kino
- Passage Kino
- Savoy Filmtheater
- SchanzenKino 73
- Studio Kino
- zeise kinos

### Filmfestivals
- Fantasy Filmfest
- Filmfest Hamburg
- Hamburg International Queer Film Festival
- Internationales Kurzfilm-Festival Hamburg
- Japan-Filmfest Hamburg

## Musik

### Orchester und Chöre
- Elbphilharmonie
- Philharmonisches Staatsorchester Hamburg – Das 1828 gegründete Orchester hieß zunächst Philharmonische Konzertgesellschaft.
- NDR Sinfonieorchester – Das Orchester wurde 1945 als Sinfonieorchester des NWDR gegründet und erhielt 1955 nach Trennung des Senders in NDR und WDR seinen heutigen Namen.
- Hamburger Symphoniker – Das Orchester wurde 1957 gegründet. Chefdirigent ist Jeffrey Tate.
- Hamburger Camerata
- Chorverband Hamburg – Einzelverband des Deutschen Chorverbandes e. V. Er betreut etwa 100 Mitgliedschöre der Hansestadt und ihrer angrenzenden Gemeinden.
- Chor des NDR – Der 1946 gegründete Chor hieß bis 1955 zunächst Chor des Nordwestdeutschen Rundfunks. Er führt A-cappella-Werke verschiedener Epochen auf.
- Kodály-Chor Hamburg – Der Laienchor wurde 1972 von Fritz Bultmann gegründet.
- Monteverdi-Chor Hamburg – Der Amateurchor wurde 1955 von Jürgen Jürgens gegründet und beschäftigt sich hauptsächlich mit Werken des italienischen Meisters Claudio Monteverdi.
- Mendelssohnchor Hamburg – 1997 gegründet, er führt klassisch-romantische Oratorien, aber auch A-cappella-Programme und Werke anderer musikalischer Epochen auf.

### Veranstaltungsorte für Konzerte

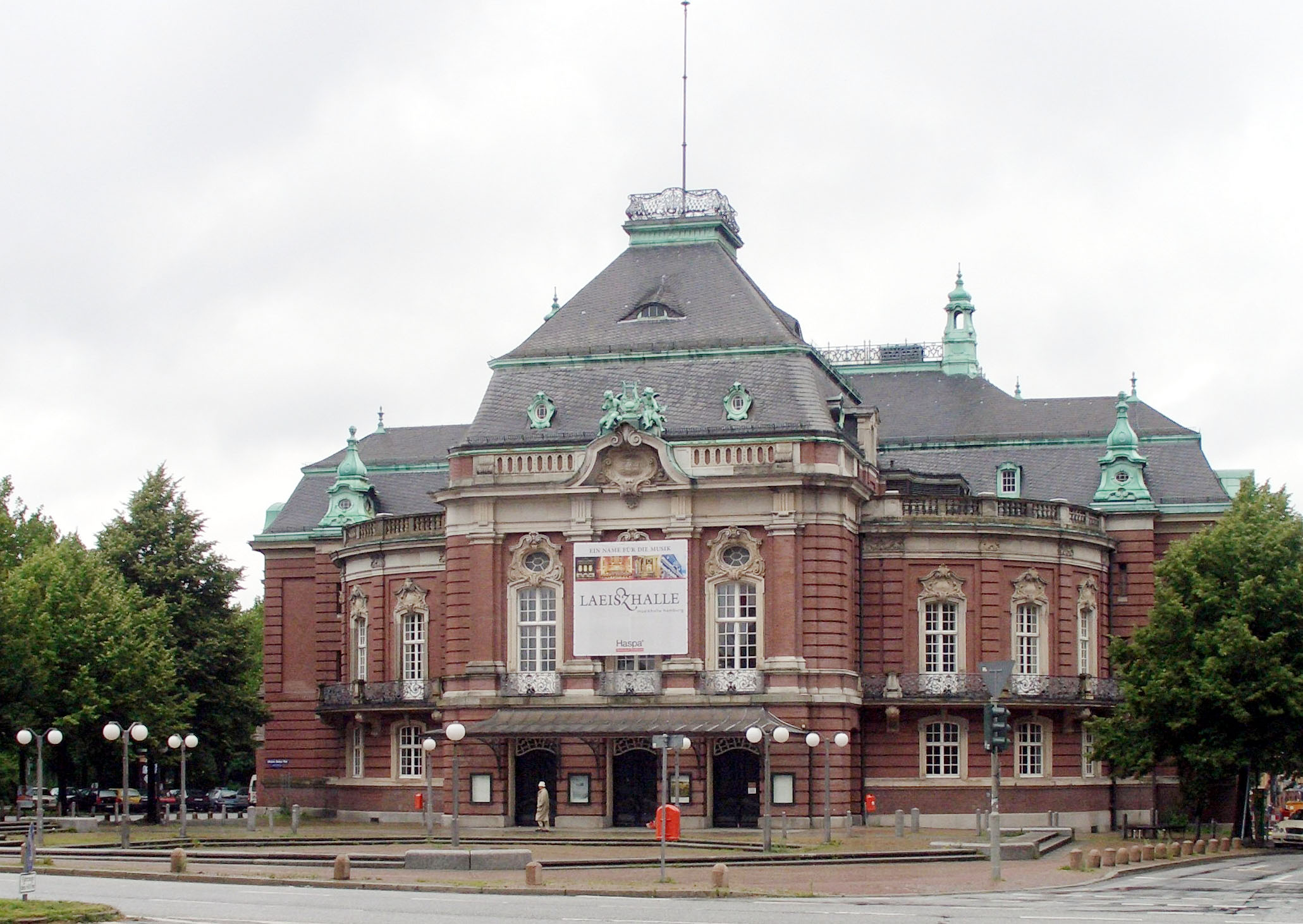
Laeiszhalle

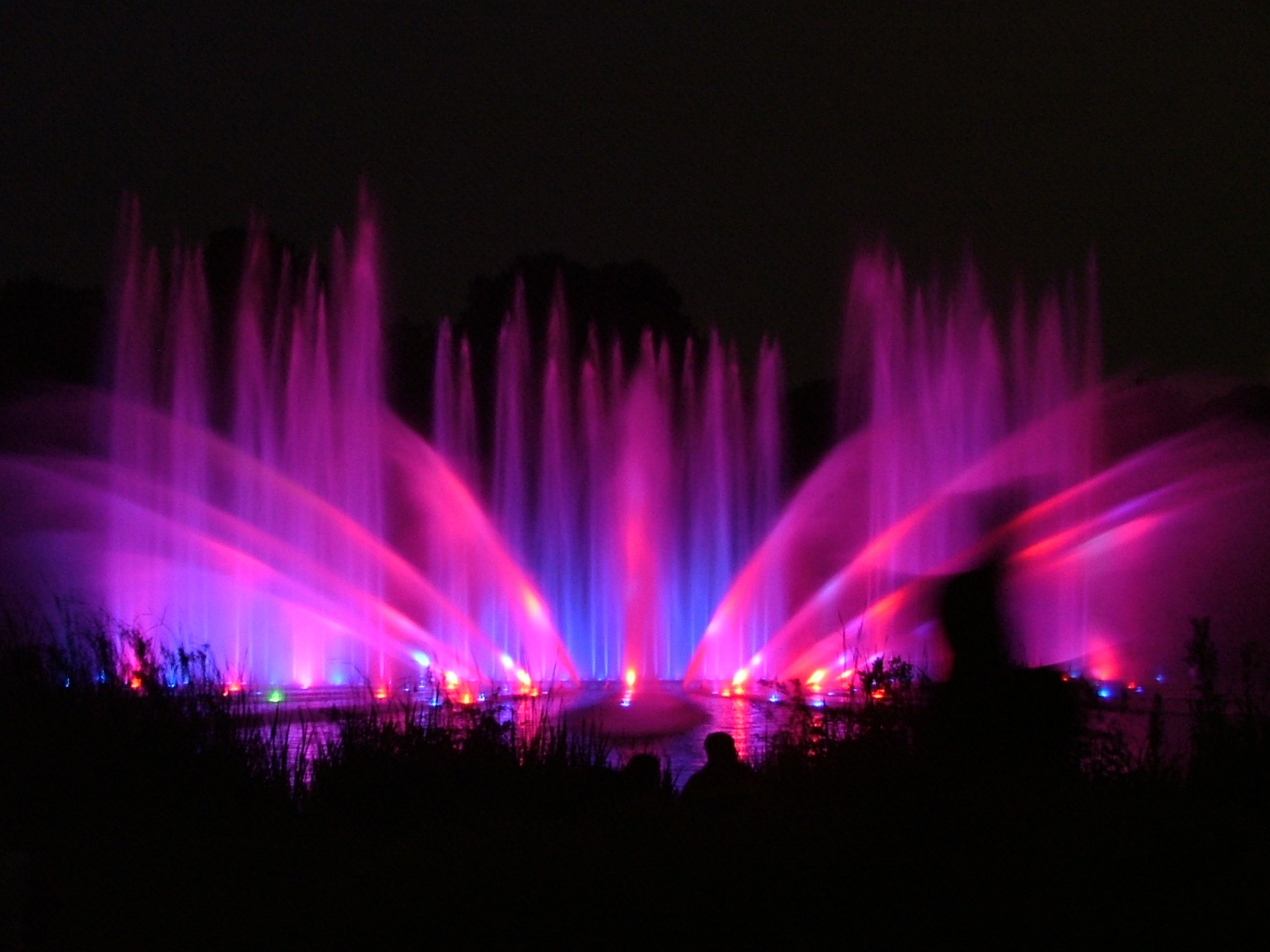
Wasserlichtspiele in
Planten un Blomen

- Barclays Arena, Bahrenfeld, zuvor Color Line Arena, O2 World Hamburg und Barclaycard Arena
- Congress Center Hamburg (CCH), Neustadt
- Docks, auch D-Club, St. Pauli
- Fabrik, Ottensen
- Friedrich-Ebert-Halle, Heimfeld
- Große Freiheit 36 mit Kaiserkeller, St. Pauli
- Grünspan, St. Pauli
- Hafenklang, Altona
- Indra, St. Pauli
- Jazzclub im Stellwerk, Harburg
- Knust, St. Pauli, Karoviertel
- Laeiszhalle, bis 2005 Musikhalle, Neustadt
- Logo, Rotherbaum im Grindel-Quartier
- Markthalle, Hammerbrook
- Molotow, St. Pauli
- Musikseminar Hamburg
- Rote Flora, Sternschanze
- Sporthalle Hamburg, Winterhude
- Uebel & Gefährlich, St. Pauli, Karoviertel
- Zeisehallen, Ottensen

Der Star-Club, neben Kaiserkeller und Indra einer der Auftrittsorte der Beatles, existiert nicht mehr. An ihn erinnert ein Gedenkstein. Auch die Ernst-Merck-Halle, früher eine der wenigen für größere Konzerte geeigneten Hallen in Hamburg, in der die Beatles, Rolling Stones, Who, Queen, AC/DC und viele andere gespielt haben, wurde im Rahmen des Umbaus des Messegeländes abgerissen.

### Populärkultur
Hamburg kann nicht nur dafür werben, dass die Beatles hier ihren Ursprung fanden. Auch gegenwärtig ist Hamburg für seine lebendige Kultur seit Jahrzehnten bekannt, u. a. für Strömungen wie die Hamburger Schule (Die Sterne, Tocotronic uvm.), Punkrock (Slime, Die Goldenen Zitronen) und Hip-Hop (Beginner, Deichkind, Fettes Brot, Fünf Sterne deluxe, Samy Deluxe).
Einen prägenden Einfluss auf das kulturelle Geschehen hatte dabei auch häufig die politische Kultur, die seit Anfang der 1980er Jahre aus der Hausbesetzung in der Hafenstraße und dem linksalternativen Milieu im Quartier Schanzenviertel (Rote Flora, Radio FSK) hervorging.

### Musikfestivals
- Wutzrock, das Umsonst-und-draußen-Festival wird seit 1979 im Osten von Hamburg durchgeführt.
- Dockville, das Musik- und Kunstfestival findet seit 2007 im Stadtteil Wilhelmsburg nahe der Elbe und der HafenCity statt. Headliner waren schon bekannte deutsche Bands wie Deichkind, Fettes Brot, 2raumwohnung und Tocotronic.
- Reeperbahn Festival, das Musikfestival findet jährlich drei Tage lang an zahlreichen Orten Rund um die Reeperbahn statt.
- Elbjazz Festival, das Jazzfestival findet seit 2010 jährlich (mit Ausnahme 2025) in Hamburg statt. Es gehört zu den größten Jazzfestivals Europas und bietet ein vielfältiges Programm mit internationalen und nationalen Künstlern. Die Konzerte finden an verschiedenen Orten im Hamburger Hafen statt, darunter die Werft Blohm+Voss und die Elbphilharmonie.

### Festivals
- STAMP, The Street Arts Melting Pot, Hamburgs Internationales Festival der Straßenkünste, wird seit 2010 jährlich Anfang September rund um die Große Bergstraße in Altona gefeiert.[4]
- Privattheatertage des Altonaer Theaters, um einen Eindruck von der Professionalität und Vielfalt in der deutschen Privattheaterszene zu bieten

### Schriftsteller in Hamburg

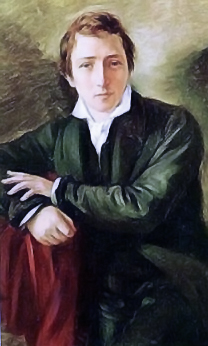
Heinrich Heine (1797–1856)

Etliche deutsche Schriftsteller hatten ihren Wohnsitz in Hamburg, hierzu zählen
Ralph Giordano, Brigitte Kronauer, Siegfried Lenz oder Peter Rühmkorf.
Eng mit Hamburg verbunden waren
Wolfgang Borchert, Barthold Heinrich Brockes, Willi Bredel, Matthias Claudius, Richard Dehmel, Marion Gräfin Dönhoff, Hubert Fichte, Gorch Fock, Arno Schmidt, Friedrich von Hagedorn, Christian Friedrich Hebbel, Heinrich Heine, Hans Henny Jahnn, Rudolf Kinau, Friedrich Gottlieb Klopstock, Hans Leip, Gotthold Ephraim Lessing, Detlev von Liliencron, Hans Erich Nossack, Carl von Ossietzky.

### Auszeichnungen und Preise
- Biermann-Ratjen-Medaille
- Hamburger Literaturpreise
- Hannelore-Greve-Literaturpreis
- Irmgard-Heilmann-Preis
- Lessing-Preis der Freien und Hansestadt Hamburg
- Mara-Cassens-Preis des Literaturhauses für den Ersten Roman
- AstroArt-Literaturpreis

### Bibliotheken
Die größte und älteste Hamburger Bibliothek ist die Staats- und Universitätsbibliothek Hamburg Carl von Ossietzky. Sie dient heute als wissenschaftliche Allgemeinbibliothek und Universitätsbibliothek. Ihr Ursprung war die Ratsbibliothek von 1491.
Die Commerzbibliothek der Handelskammer Hamburg wurde 1735 zur Ausbildung und fortbildung hamburgischer Kaufleute gegründet und hat heute einen Bestand von mehr als 170.000 Bänden. Sie ist spezialisiert auf wirtschaftswissenschaftliche und wirtschaftsrechtliche Werke.
Beide Bibliotheken waren bis zur Ausbombung 1943 im Gebäude des Johanneums am Speersort untergebracht. Im Zweiten Weltkrieg fielen den Bomben wesentliche Teile der alten Bestände zum Opfer.
In vielen Stadtteilen finden sich öffentliche Bücherhallen, die 1899 von der Patriotischen Gesellschaft gegründet wurden.

## Bildende Kunst
Die Wurzeln der heutigen Hochschule für bildende Künste gehen zurück auf die Gründung einer Schule für Kunst und Gewerbe der Patriotischen Gesellschaft aus dem Jahr 1787. Das Lernprogramm war auf den wirtschaftlichen Nutzen für die Produktion von Gütern ausgerichtet, was heutzutage Industrial Design hieße. Eine Ausbildungsstätte für die „freien Künste“ bekam die Hansestadt relativ spät mit der Landeskunstschule in der Weimarer Republik. Alfred Lichtwark, Hamburgs erster Kunsthallendirektor
beklagte um die Wende vom 19. zum 20. Jahrhundert, dass zahlreiche Talente ihre Heimatstadt verließen und nicht wieder zurückkämen, da sie in Hamburg keine adäquate Ausbildungsmöglichkeit vorfänden. Frauen konnten nur in teuren Privatstunden Kunstunterricht nehmen, bzw. die private Kunstschule Valeska Röver (seit 1904 Gerda Koppel) besuchen. Erst nach dem Ersten Weltkrieg begann sich die allgemeine Situation für die freie Kunst zum Besseren zu wenden. Es entwickelte sich eine kleine, feine Sammlergemeinde für moderne Kunst. 1919 gründeten avantgardistisch arbeitende Künstler die Hamburgische Sezession, die in den zwanziger Jahren als die lebendigste Künstlergruppe Deutschlands bezeichnet wurde. Sie selbst verstand sich als „Elitegruppe“ sowie als Nachfolgerin der expressionistischen Künstlergruppe die Brücke. Gleich zu Anfang der Zeit des Nationalsozialismus löste sich die Künstlergemeinschaft freiwillig auf, um sich nicht nach den rassistischen Vorgaben der neuen Machthaber richten zu müssen. Eine Neugründung nach dem Zweiten Weltkrieg scheiterte. Doch waren einige der Sezessionskünstler am Wiederaufbau der damals noch Landeskunstschule genannten Hochschule für bildende Künste (HfbK) beteiligt. Friedrich Ahlers-Hestermann, Gründungsmitglied der Hamburgischen Sezession, leitete als Direktor der Landeskunstschule den Wiederaufbau. Aus der Klasse des ehemaligen Sezessionskünstlers Karl Kluth etwa ging die Gruppe Zebra hervor. Zahlreiche renommierte Künstler haben an der HfbK studiert, darunter Adam Jankowski, der später in St. Pauli sein Atelier eröffnete.

### Mäzene, Kunsthistoriker
- Ida Dehmel
- Harald Falckenberg
- Werner Hofmann
- Kurt A. Körber
- Emmi Ruben
- Rosa Schapire
- Gustav Schiefler
- Luise Schiefler
- Aby Warburg
- Martin Warnke

## Museen und Ausstellungsorte
Siehe auch: Liste der Museen in Hamburg und Kategorie Museum in Hamburg.
In alphabetischer Reihenfolge:
- Achilles-Stiftung Glasmuseum Hamburg (Museum für Glaskunst)
- Alstertal-Museum (Geschichte der Oberalsterregion)
- Altonaer Museum für Kunst- und Kulturgeschichte (Norddeutsches Landesmuseum)
- Archäologischer Wanderpfad in der Fischbeker Heide (Freilichtmuseum/Wanderweg des Archäologischen Museums zu Bodendenkmälern)
- Archäologisches Museum Hamburg – Helms Museum (Archäologisches Landesmuseum, Ur- und Frühgeschichte Norddeutschlands, Stadtgeschichte Harburg)
- BallinStadt – Auswanderermuseum Hamburg
- Bergedorfer Mühle (Windmühle, Kunstausstellungen/Veranstaltungen)
- Bischofsturm (auch Bischofsburg, Schauraum, Turmfundament aus dem 12. Jahrhundert)
- Botschaft der Wildtiere
- Bleichen (Museumsschiff, Stückgutfrachter des Hafenmuseums)
- Brahms-Museum
- Brillenmuseum
- Bucerius Kunst Forum (Kunstausstellungen)
- Bunkermuseum (Röhrenbunker des Zweiten Weltkrieges)
- Cap San Diego (Museumsschiff)
- Chocoversum
- Computer-Museum der Universität Hamburg
- Das Klingende Museum (200 Musikinstrumente zum Anfassen und Ausprobieren)
- Deichtorhallen (Ausstellungshallen: Halle für aktuelle Kunst, Haus der Photographie und Sammlung Falckenberg)
- denk.mal Hannoverscher Bahnhof (Freilichtmuseum)
- Deutsches Hafenmuseum (im Aufbau – Standort Schuppen 50A)
- Deutsches Maler- und Lackierer-Museum (Geschichte des Malerhandwerk, Landhaus aus dem 17. Jahrhundert)
- Deutsches Zusatzstoffmuseum (Lebensmittelzusatzstoffe)
- Deutsches Zollmuseum
- Dialoghaus Hamburg
  - Dialog im Dunkeln (Besucher werden in den Ausstellungsführungen in die Position von Blinden versetzt)
  - Dialog im Stillen (Besucher werden in den Ausstellungsführungen in die Position von Gehörlosen versetzt)
- Eduard Bargheer-Museum
- electrum – Das Museum der Elektrizität
- Energiebunker Wilhelmsburg
- Ernst-Barlach-Haus – Stiftung Hermann F. Reemtsma (Werke Ernst Barlachs und Kunstausstellungen)
- Erotic Art Museum (Museum für erotische Kunst)
- Film- und Fernsehmuseum Hamburg (Sammlung zur Film-, Kino- und Fernsehgeschichte Hamburgs, Virtuelles Museum)
- Finkenwerder Trachten- und Heimatmuseum
- FC St. Pauli-Museum (Fußballkultur)
- Fliesenmuseum (Fliesenhandel Schittek GmbH)
- Flughafen-Modellschau (Flughafenmodellanlage Flughafen Hamburg)
- Freie Akademie der Künste in Hamburg
- Gedenkstätte Ernst Thälmann (Ausstellung in der ehemaligen Wohnung in Eppendorf zu Thälmann, der Arbeiterbewegung und dem Widerstand)
- Gedenkstätte Bullenhuser Damm (Janusz-Korczak-Schule – Außenstelle Gedenkstätte KZ Neuengamme)
- Gedenkstätte Konzentrationslager und Strafanstalten Fuhlsbüttel 1933–1945
- Gedenkstätte Plattenhaus Poppenbüttel (Außenstelle Gedenkstätte KZ Neuengamme)
- Genossenschaftsmuseum
- Geschichtsort Stadthaus
- Gipsabgusssammlung der Universität Hamburg
- Gorch-Fock-Haus (Haus der Schriftstellerbrüder Gorch Fock, Jakob Kinau und Rudolf Kinau)
- Gustav Mahler Museum
- Gut Karlshöhe (Ausstellung zu Natur- und Klimaschutz)
- HafenCity InfoCenter im Kesselhaus
- HafenCity NachhaltigkeitsPavillon (Ausstellung nachhaltige Stadtplanung)
- Hamburg Dungeon (Gruselkabinett und Geschichte Hamburgs)
- Hamburger Genossenschaftsmuseum im Gewerkschaftshaus (Hamburg)
- Hamburger Kunsthalle
- Hamburger Schulmuseum
- Hamburger Sternwarte (Sternwarte der Universität, historische Gebäude in Parkgelände – Astronomiepark, Geräte und Ausstellung zur Astronomie)
- Harrys Hamburger Hafenbasar
- Haus der Photographie (wechselnde Foto-Ausstellungen)
- Haus der wilden Weiden (Infocenter im Naturschutzgebiet Höltigbaum)
- Heimatmuseum im Eidelstedter Bürgerhaus (Heimatmuseum Eidelstedt)
- Heimatmuseum Wandsbek
- Heine-Haus im Heine-Park (Salomon-Heine-Gartenhaus des Altonaer Museums, Sonderausstellungen/Veranstaltungen)
- Helmut-Schmidt-Forum der Bundeskanzler-Helmut-Schmidt-Stiftung im Kattrepel
- HSV-Museum (Museum des Hamburger SV)
- Informationszentrum Energieberg Georgswerder
- Internationales Maritimes Museum Hamburg (Seefahrts-, Marine- und Meeresmuseum; Sammlung des Instituts für Schifffahrts- und Marinegeschichte)
- Iran-Museum (Kultur des Iran)
- Israelitische Töchterschule
- Jenisch-Haus (historisches Landhaus, hanseatische Wohnkultur)
- Johannes-Brahms-Museum (Brahms-Museum)
- Kaffeemuseum Burg
- KinderKunstMuseum (Kunstgeschichte für Kinder)
- Klick Kindermuseum (Dauer- und Wechselausstellungen für Kinder)
- KomponistenQuartier Hamburg
- Kramerwitwenwohnung in den Krameramtsstuben (Historische Wohnung)
- Künstlerhaus Hamburg
- Künstlerhaus Hamburg-Bergedorf
- Kunsthaus Hamburg
- Kunstverein Harburger Bahnhof (Kunstausstellungssaal im Bahnhof Harburg)
- Kunstverein in Hamburg
- KZ-Gedenkstätte Neuengamme
- Loki-Schmidt-Haus – Museum für Nutzpflanzen
- Mahnmal St. Nikolai (Museum in der Krypta unter der Kirchenruine)
- Medizinhistorisches Museum Hamburg
- Michaelitica (Ausstellung in der Krypta der St.-Michaelis-Kirche)
- Mindways 3D TrickArt Museum (interaktives 3D-Fotografie-Museum)
- Miniatur Wunderland (umfangreiche Modelleisenbahnanlage)
- Montblanc-Haus (Firmen-Museum und Bildungseinrichtung)
- Museum am Rothenbaum – MARKK (Ethnologie)
- Museum der Arbeit (Industriekultur, Arbeitsprozesse, in alter Fabrik)
- Museum der Illusionen
- Museum der Natur Hamburg (Geologie-Paläontologie, Mineralogie und Zoologie)
  - Vorgänger: Mineralogisches Museum Hamburg, Zoologisches Museum Hamburg
- Museum Elbinsel Wilhelmsburg (im alten Amtshaus, Geschichte von Wilhelmsburg und der Elbinseln)
- Museum für Hamburgische Geschichte
- Museum für Kunst und Gewerbe
- Museum Friedhof Ohlsdorf (Friedhofsmuseum)
- Museumsdorf Volksdorf (Freilichtmuseum)
- Museumshafen Oevelgönne
- Nahverkehrsmuseum Kleinbahnhof Wohldorf
- Nationalpark-Haus Neuwerk (Infozentrum des Nationalparks und Biosphärenreservats Hamburgisches Wattenmeer)
- Panik City – Udo Lindenbergs Multimedia Erlebnis
- Panoptikum – Das Wachsfigurenkabinett
- Paradox Museum
- Peking (Museumsschiff)
- Planetarium Hamburg
- Polizeimuseum Hamburg
- Port des Lumières (Zentrum für digitale Kunst, ab 9. April 2025)
- Prototyp (Automuseum)
- Puppenmuseum Falkenstein
- Retro Spiele Club
- Rickmer Rickmers (Museumsschiff)
- Rieck-Haus Vierländer Freilichtmuseum
- Sammlung Falckenberg (Standort der Deichtorhallen Hamburg: Moderne und zeitgenössische Kunst)
- Sankt-Pauli-Museum (Stadtteilgeschichte)
- Schloss Bergedorf (Museum für Bergedorf und die Vierlande)
- Schmidt-Museum (Arbeiten und Schriftstücke von Bernhard Schmidt auf dem Gelände der Hamburger Sternwarte)
- Science Center Wald im Wälderhaus
- Speicherstadtmuseum (Geschichte der Speicherstadt und des Hafens)
- Spicy’s Gewürzmuseum
- Stadtmodell Hamburg (Stadtentwicklungsbehörde: Modell der Kernstadt, Stadtplanung)
- Stadtmuseum Harburg
- Telemann-Museum (Museum/Gedenkstätte des Komponisten Georg Philipp Telemann)
- Tropengewächshäuser des Botanischen Gartens (Schaugewächshäuser der Universität Hamburg)
- U-434 U-Boot-Museum Hamburg (Museums-U-Boot)
- UBS Digital Art Museum by teamLap (ab 2026)
- Universitätsmuseum Hamburg
- vor-gänge museum für alternative stadt
- Wälderhaus Wilhelmsburg – Science Center Wald (Waldausstellung)
- WasserForum der Hamburger Wasserwerke (Wasserversorgung und -gewinnung)
- Wasserkunst Elbinsel Kaltehofe
- Windmühle Johanna (Erlebnismuseum Wilhelmsburger Mühle)
- Zaubermuseum Bellachini, Sammlung Wittus Witt, Kulturgeschichte der Zauberkunst, seit Dezember 2022 im Stadtteil St. Georg

### Stadtteilkultur

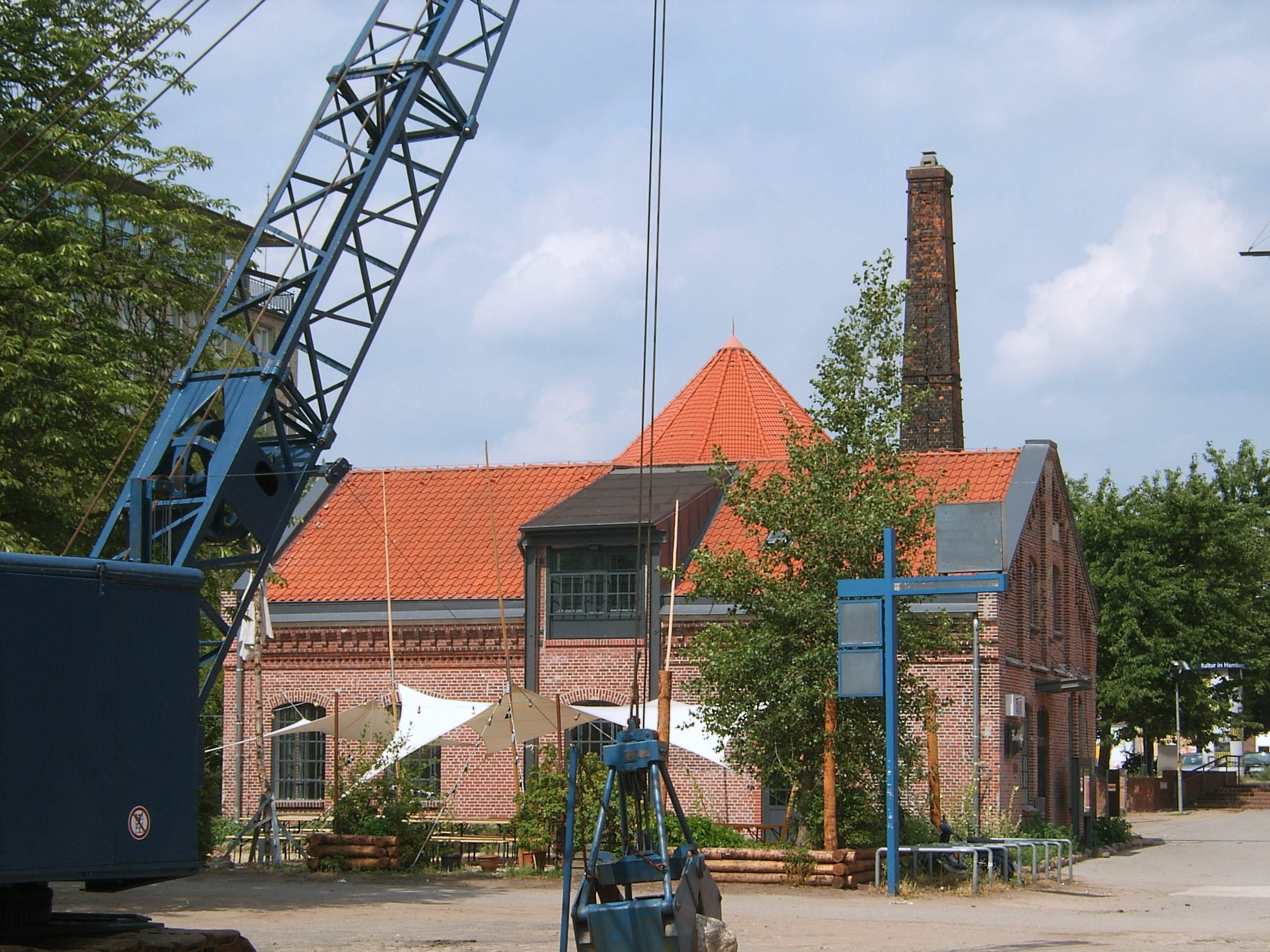
Die Zinnschmelze der NYH – heute Barmbeker Kulturzentrum auf dem Gelände des Museums der Arbeit

Rund 2 Prozent des Budgets der Kulturbehörde entfallen auf die Förderung der Stadtteilkultur. Die Hamburger Stadtteilkulturvereine und Geschichtswerkstätten sind in dem Dachverband Stadtkultur Hamburg e. V. zusammengeschlossen. Hamburg hat bundesweit die höchste Dichte an Stadtteilkulturzentren, von denen es hier mehr als 25 gibt. Zu den bekanntesten Zentren, Bürgerhäusern und Geschichtswerkstätten der Stadt zählen:
- Barmbeker Verein für Kultur und Arbeit
- Bramfelder Kulturladen
- Bürgerhaus Wilhelmsburg
- Geschichtswerkstatt Barmbek
- Goldbekhaus Winterhude
- GWA St. Pauli mit Kölibri
- HausDrei in Altona-Altstadt
- Honigfabrik
- Kulturhaus Eidelstedt
- Kulturhaus Eppendorf
- KulturKlinker Barmbek
- Kulturladen St. Georg
- Kulturpalast Billstedt
- Kulturwerkstatt Harburg
- LOLA Kulturzentrum Bergedorf
- Motte in Ottensen
- Stadtteilarchiv Ottensen

Ohne behördliche Förderung arbeiten unter anderen:
- Rote Flora
- Kulturhaus 73

## Besucherorganisationen
Hamburgs größte Besucherorganisation ist die Hamburger Volksbühne e. V. Sie wurde am 4. Januar 1919 als Verein gegründet und hat über 22.000 Mitglieder.
Die TheaterGemeinde Hamburg wurde 1984 gegründet und hat 14.000 Mitglieder.